# Texas
O Texas é um dos 50 estados dos Estados Unidos, localizado na região sul do país. Possui como limites o estado de Oklahoma ao norte, Novo México a oeste, Arkansas a nordeste, Louisiana a leste e pelo México ao Sul. O apelido do Texas é Lone Star State, por causa da estrela solitária na bandeira. A palavra Texas deriva de Tejas, uma palavra indígena que significa "amigos".
O Texas é o segundo maior estado dos Estados Unidos e o maior entre os 48 dos Estados Unidos Contíguos Continentais. Com seus mais de 695 000 km², é maior do que os territórios da Alemanha e da Polônia juntas. O Texas também é o segundo estado mais populoso do país; com aproximadamente 31.8 milhões de habitantes e com uma população crescendo rapidamente devido à imigração, possui mais habitantes do que qualquer outro estado norte-americano com exceção da Califórnia.
Geograficamente, o Texas é um estado de contrastes. Enquanto as partes norte e leste estão cobertas por vários rios, lagos e florestas e possuem um clima propício à agricultura, as partes sul e oeste possuem um clima mais árido, desértico em várias regiões. Foi nestas áreas escassamente povoadas que os Cowboys surgiram, com o intuito de cuidar do gado da região, bem como defendê-lo de ataques indígenas. Os Cowboys tornaram-se rapidamente um símbolo do estado e até hoje existem em várias áreas rurais.
O Texas foi explorado e colonizado inicialmente pelos espanhóis. Passou ao controle mexicano quando o México se tornou independente da Espanha, em 1821. A crescente migração de norte-americanos para o Texas fez com que movimentos pró-secessão do México crescessem. Em 1836, uma rebelião em Alamo foi extinguida pelos mexicanos, que mataram todos os norte-americanos participantes desta rebelião, com exceção de algumas mulheres, crianças e escravos. Os mortos em Alamo tornaram-se heróis no Texas e nos Estados Unidos. Ainda no mesmo ano, o Texas tornou-se independente do México, tornando-se uma república. Nove anos depois, tornou-se um estado norte-americano, sendo admitido como o vigésimo oitavo estado da União em 29 de dezembro de 1845.
Atualmente, a economia do Texas possui um importante papel na economia norte-americana. Inicialmente um estado agropecuário, desde o início do século XX sua economia diversificou-se e atualmente, são as indústrias petrolífera e aeroespacial, bem como o setor financeiro, que possuem maior importância na economia do Texas.

## Etimologia
O nome Texas, baseado na palavra Caddo taysha (ou tayshas) que significa "amigos" ou "aliados", foi aplicado pelos espanhóis aos próprios Caddo e à região de seu assentamento no leste do Texas.
Durante o domínio colonial espanhol, a área era oficialmente conhecida como Nuevo Reino de Filipinas: La Provincia de Texas (Inglês: New Kingdom of the Philippines: The Province of Texas; Português: Novo Reino das Filipinas: A Província do Texas).

## Geografia
O Texas é o segundo maior estado em área dos Estados Unidos, e o maior em área localizado nos Estados Unidos continental. Limita-se com o Novo México a oeste; com Oklahoma a norte; com a Luisiana e o Arkansas a leste; com o Golfo do México a sudeste; e com o México (estados de Chihuahua, Coahuila, Nuevo León e Tamaulipas) ao sul.

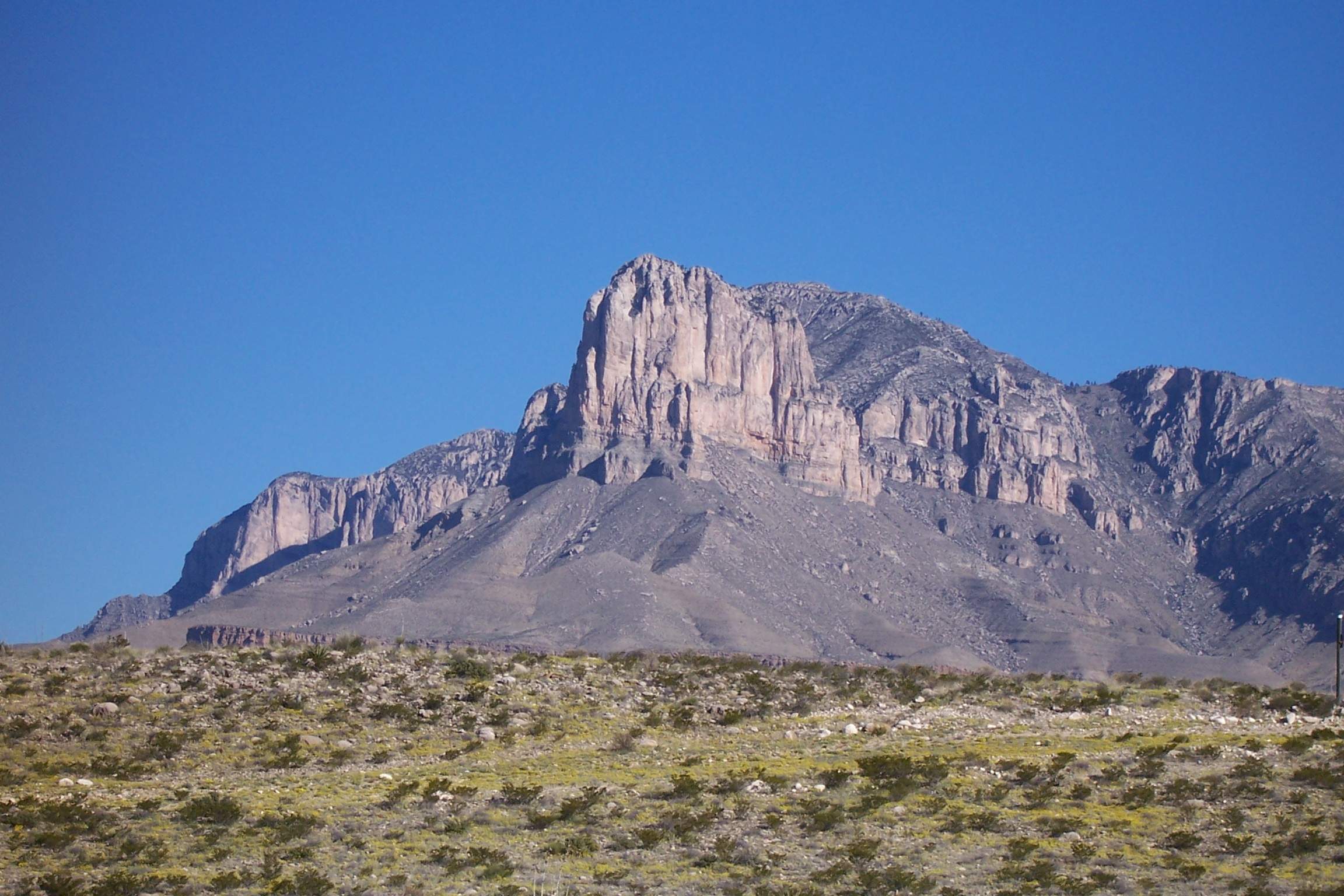
El Capitán.

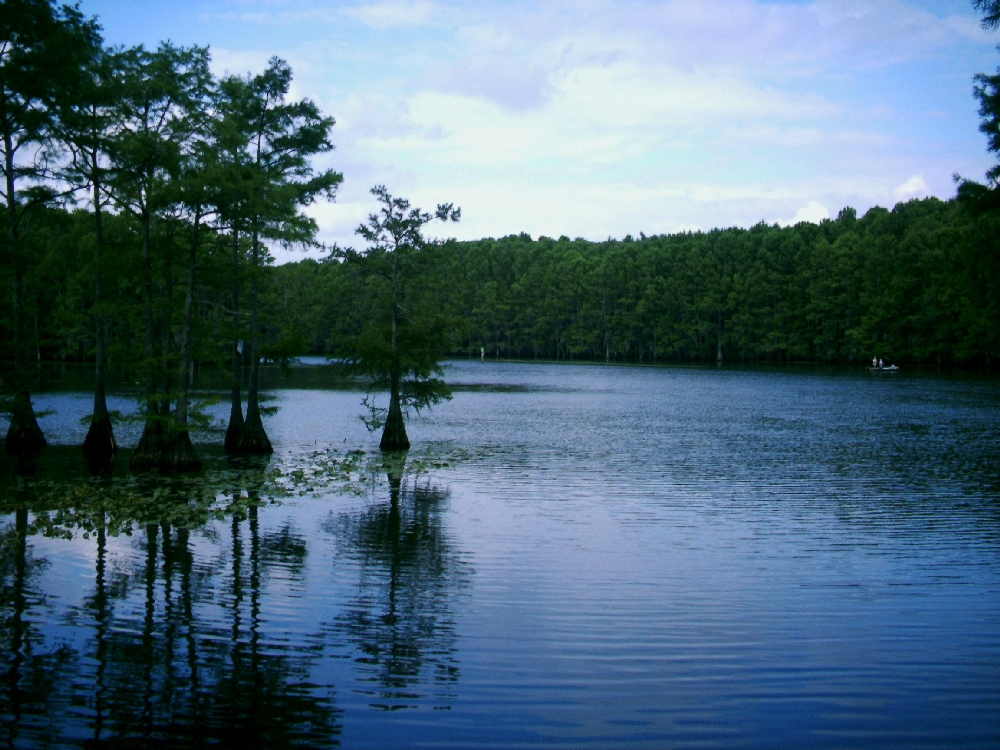
Lago Caddo, nas Planícies Litorâneas.

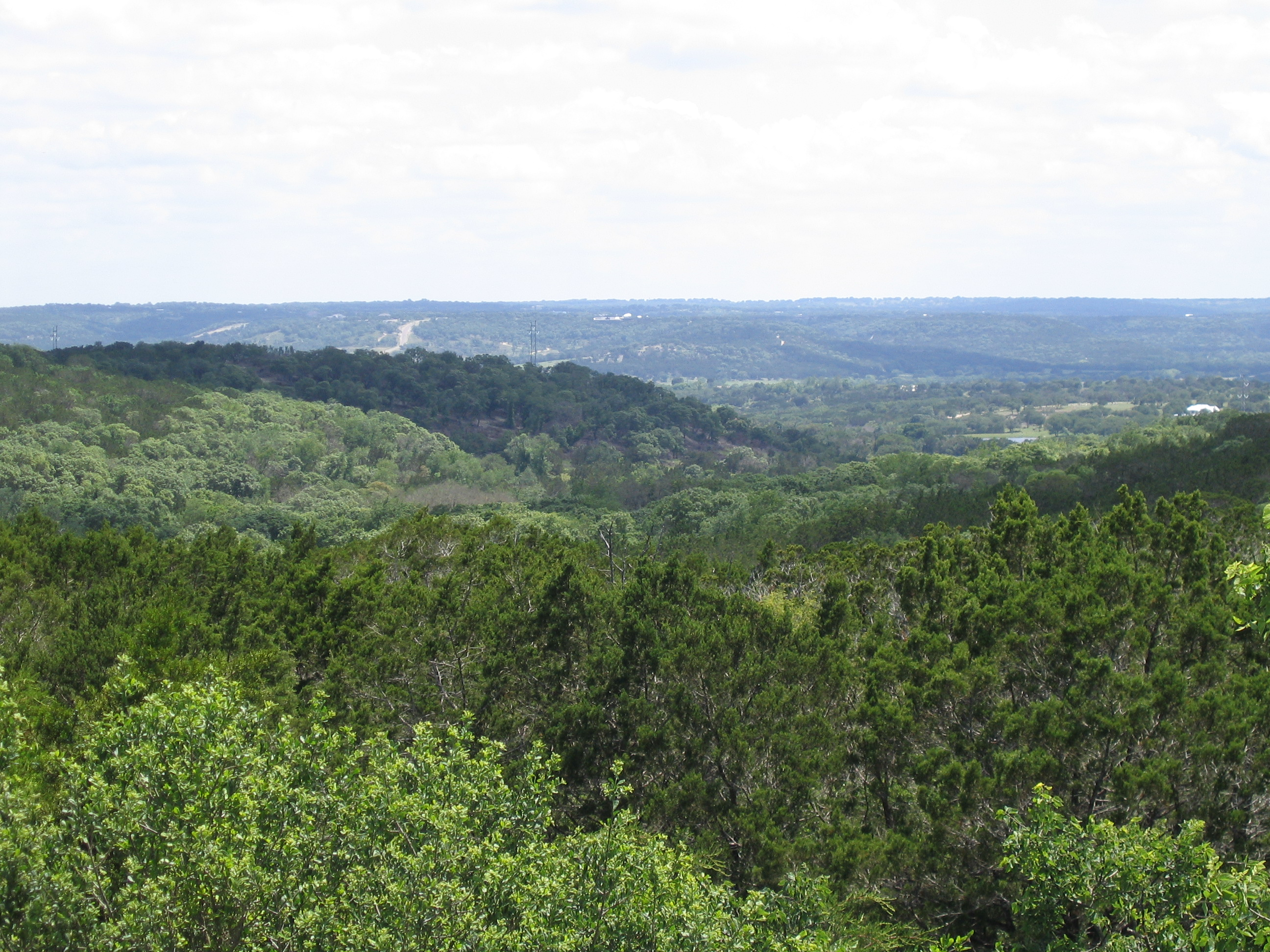
Hill Country, na Planície dos Praires

O Texas possui um total de 591 km de litoral. Contando-se todas as regiões banhadas pelo mar — baías, estuários e ilhas oceânicas — este número salta para 5 409 quilômetros. Uma série de barreiras de areia ao longo do litoral do Texas protege o estado de tempestades tropicais e de tsunamis. Além disso, o Texas não possui nenhum vulcão ativo e está longe de qualquer limite de placa tectônica, tornando desastres naturais de grandes proporções raros no estado.
O ponto mais alto é o Monte Guadalupe, com seus 2 667 m de altitude. Também destaca-se o rio Grande, que separa o Texas do México, servindo como fronteira natural entre o México e os Estados Unidos.
O Texas pode ser dividido em cinco distintas regiões geográficas:
- As Planícies Litorâneas, localizada ao longo do extremo sul e do leste do Texas, acompanhando o litoral, com o golfo do México. A região é caracterizada por sua fertilidade, de clima subtropical. A altitude média da região é de 91 m acima do mar. Devido à sua fertilidade, muito dos produtos agrícolas são plantados aqui. O norte desta região possui florestas de tamanho considerável.
- A Planície dos Praires, caracterizada por solo fértil, ideal para agricultura. Está localizada imediatamente ao norte e a oeste das Planícies Litorâneas.
- As Planícies do Noroeste, que localizam-se no centro-norte do estado. É uma região de terreno acidentado, de crescente altitude (aproximadamente trezentos metros), onde grandes depósitos de petróleo estão localizados.
- As Grandes Planícies, que estendem-se imediatamente ao norte das Planícies Litorâneas e a oeste das Planícies dos Praires e até o extremo nordeste do estado. Possui altitudes variadas, variando entre 213 m de altitude no leste a mais de 1 200 m no noroeste. É caracterizada pelo seu clima árido e pelo seu solo rochoso e pobre.
- O Deserto de Trans Peco, localizado no sudoeste do estado. É caracterizado pelo clima extremamente árido e pelo terreno muito acidentado, com um solo muito pobre e rochoso, onde a agricultura é quase inexistente e a prática da pecuária é comum.

## Clima

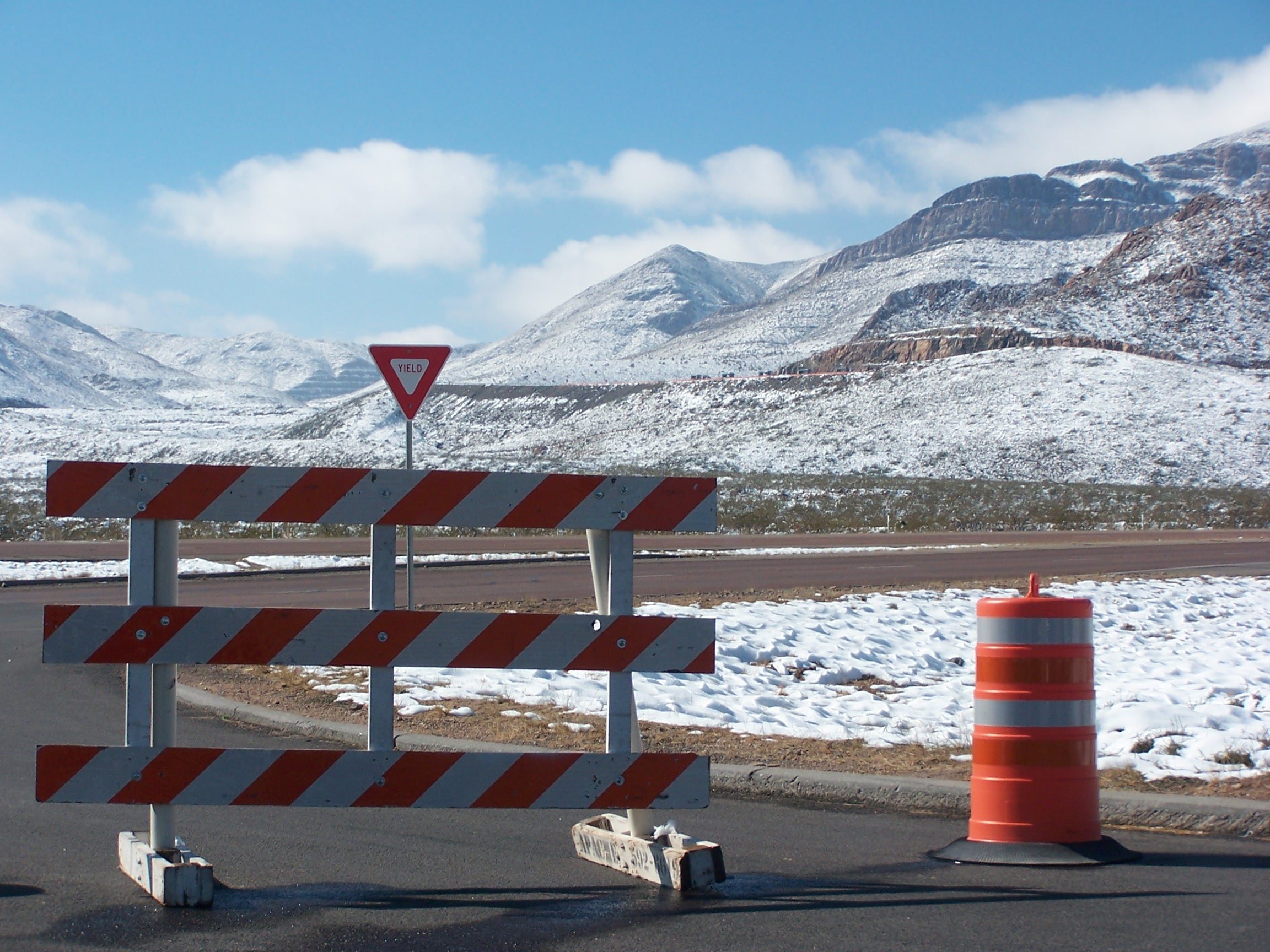
Neve nas Montanhas Franklin em El Paso.

Devido ao seu tamanho, o clima no Texas varia de região para região. No extremo sul, o clima é tropical, enquanto que na região sul em geral o clima é subtropical. O extremo ocidente possui um clima desértico, com grandes variações ao longo do dia – na média, a temperatura do extremo oriente é amena no inverno e baixa, em comparação com outras regiões do estado no verão. Já o norte possui um clima temperado leve. As regiões ao longo do golfo do México possuem um clima ameno, com menores variações de temperatura.
No verão, as temperaturas mais altas são registradas no extremo sul e no sudoeste, e as temperaturas mais baixas estão no extremo ocidente do estado. As partes ao longo do golfo do México apresentam uma temperatura média de 31 °C, com baixas variações de temperatura durante o dia e a noite, enquanto as regiões do extremo ocidente possuem temperatura média de 26 °C no verão (embora com altas temperaturas durante o dia e baixas temperaturas durante a noite).
A região em torno de Dallas também apresenta médias maiores do que 30 °C no verão, enquanto o extremo norte possui médias menores do que 25 °C. Máxima de 36 °C em Dallas e 34 °C ao longo do golfo do México.
No inverno, as temperaturas mais altas são registradas no extremo sul, com médias de 15 °C. À medida que se prossegue para o norte, a temperatura média cai, chegando a 1 °C no extremo norte. Máximas são de 14 °C em Dallas e de 20 °C ao longo do golfo do México. Mínimas são de 0 °C em Dallas e de 6 °C ao longo do Golfo do México.
A taxa de precipitação média anual do Texas é baixa, de apenas 117 cm, embora isto varie entre mais de 150 cm no extremo oriente a menos de 30 cm no extremo ocidente. Em média, Dallas regista 82 dias de precipitação por ano, enquanto a média das regiões ao longo do golfo do México é de 72 cm anuais de chuva. A estação chuvosa é o inverno, e a estação seca é o verão. A precipitação de neve é uma rara ocorrência no Texas (onde várias regiões não registram precipitação de neve há anos), ocorrendo mais comumente no norte, e muito mais raramente no restante estado.

## História

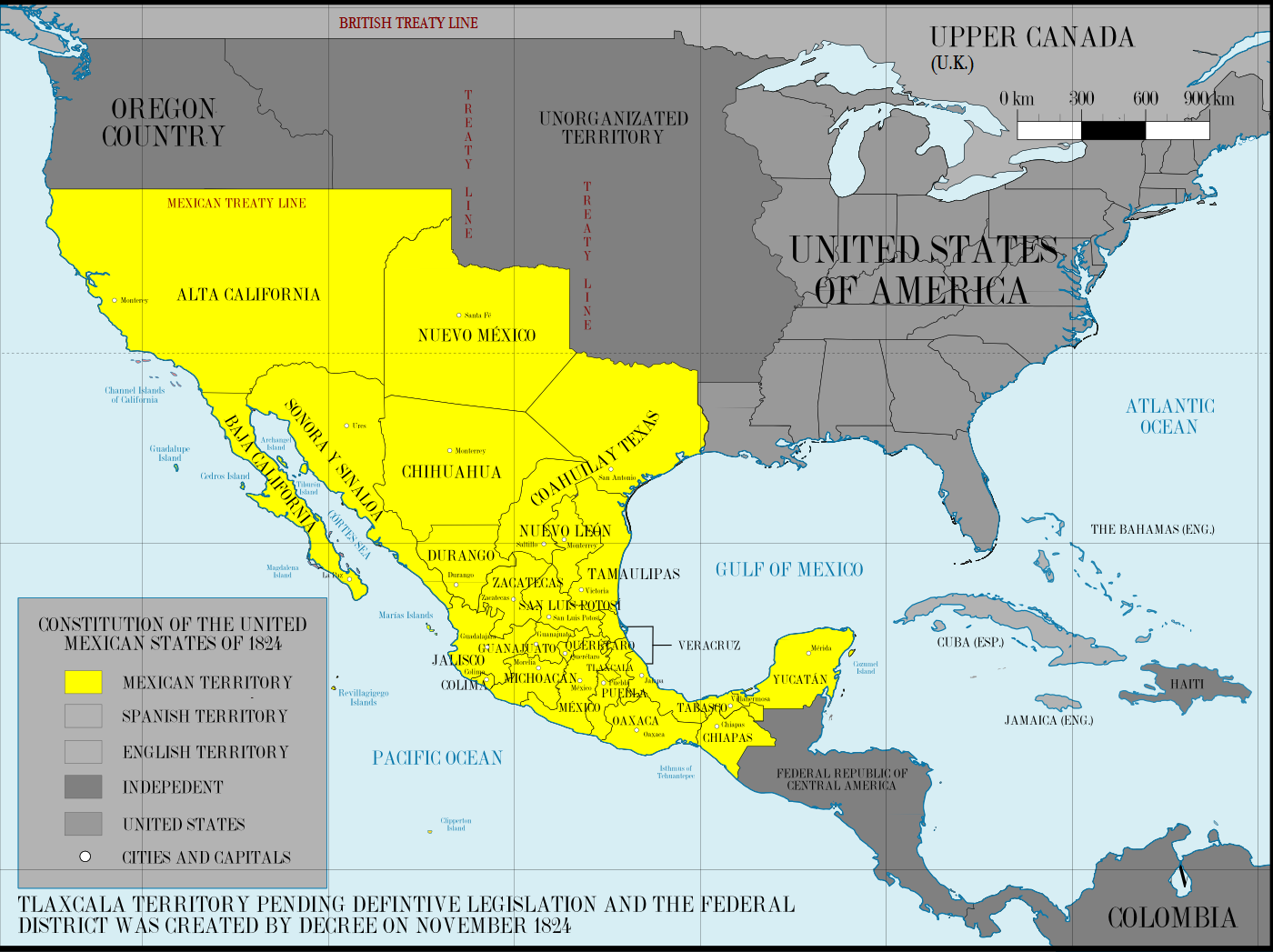
O México em 1824. Na época, o Texas fazia parte do México, ocupando a região nordeste desse país.

República do Texas.

A história do Texas como parte dos Estados Unidos começa em 1845, mas a ocupação da região data do período paleolítico superior, cerca de 10 000 A.C.. Sua história foi formada em volta dos seis países independentes, que realizaram sua colonização: Espanha, França, México, a República do Texas, os Estados Confederados da América e os Estados Unidos. Começando na década de 1820, imigrantes norte-americanos e europeus começaram a chegar a esta área. Com os tejanos hispânicos, fizeram uma revolução contra o México em 1836, e derrotaram uma invasão armada. Uma década depois, já como um país independente, o Texas iniciou sua participação na União (dos Estados Unidos) em 1845, o que deu origem a um  conflito com o México.
O estado, que faz fronteira com o oeste dos Estados Unidos, caracterizou-se pela criação de gado em larga escala e pela produção de algodão. No século XX, cresceu rapidamente, transformando-se no segundo maior estado em população desde 1994. É bastante diversificado economicamente, com uma crescente base na alta tecnologia.
O estado foi formado pela interação das culturas do sul dos Estados Unidos, da Espanha, dos tejanos, dos nativos norte-americanos, dos afro-americanos e dos alemães.

## Governo e política
A capital do Texas é Austin. O Capitólio estadual do Texas é similar ao Capitólio dos Estados Unidos, localizado em Washington, D.C., mas o capitólio estadual do Texas está pintado em granito cor-de-rosa. No topo do capitólio do Texas está uma estátua, a Deusa da Liberdade. Ao contrário dos capitólios dos estados do norte, e em comum em relação a outros capitólios sulistas, o do Texas aponta para o sul, ao invés de para o norte. O capitólio do Texas é mais alto, porém, menos massivo do que o capitólio de Washington, D.C.
A atual constituição do Texas foi adotada em 1876. Constituições mais antigas foram adotadas em 1845, 1866 e 1869. Emendas à constituição precisam ser aprovadas por ao menos dois terços dos membros da Câmara dos Representantes e da Câmara do Senado, para então serem colocadas a votação para o público, em um referendo. Se a maioria dos eleitores votarem a favor da nova emenda, esta é então adicionada à constituição do estado. O Texas não permite a adoção de novas emendas através de convenções constitucionais ou abaixo-assinados.
O maior oficial do poder executivo do Texas é o governador. Este é eleito pela população para mandatos de até quatro anos de duração, podendo reeleger-se quantas vezes puder.
O poder legislativo do Texas é constituído pelo Senado e pela Câmara dos Representantes. O Senado é composto por 31 membros, enquanto a Câmara dos Representantes é composta por 150 membros representantes. O Texas está dividido em 31 distritos senatoriais e 150 distritos representativos, sendo que os eleitores em cada um destes distritos elegem um senador e um representante, que atuará como representante da região de suas respectivas câmaras no poder legislativo. Senadores são eleitos para mandatos de até quatro anos de duração, e os representantes, para mandatos de até dois anos de duração. O poder legislativo possui o poder de criar e aprovar leis — embora estas leis tenham de ser aprovadas também pelo governador.
A maior corte do poder judiciário do Texas é a Suprema Corte do Texas.

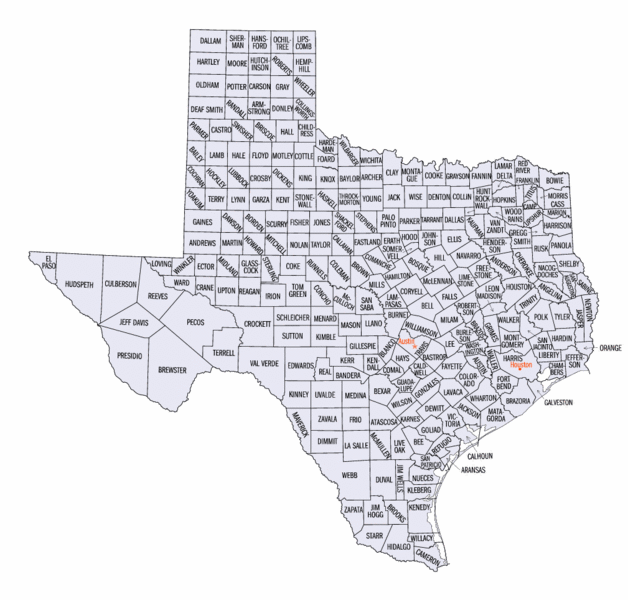
Mapa do Texas e de seus 254 condados.

No Texas existem cerca de 180 cidades com mais de cinco mil habitantes. Tais cidades possuem o direito de estabelecer suas próprias leis municipais, de planejar seu desenvolvimento urbano e de coletar seus próprios impostos. Em cidades e vilas com menos de cinco mil habitantes, este dever cabe ao condado do qual a cidade ou a vila faz parte.

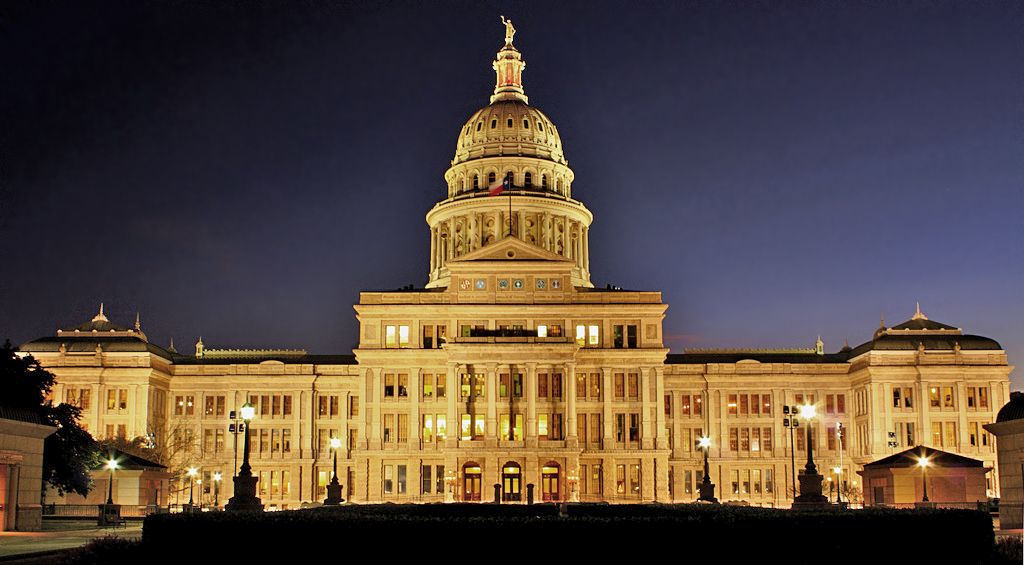
Capitólio estadual do Texas à noite

O Texas possui mais condados do que qualquer outro estado norte-americano: está dividido em 254 condados diferentes. Cada condado é governado por um conselho composto por um juiz e quatro oficiais – vindos de diferentes partes do condado em questão. Estes são escolhidos pela população do condado para mandatos de até quatro anos de duração. Este conselho administra as finanças do condado e possui o poder de coletar um pequeno imposto (de no máximo 1%) no condado.
Desde que o Texas tornou-se um estado norte-americano, até a década de 1970, foi dominado politicamente pelo Partido Democrata. Por apenas cinco vezes o Texas foi governado por políticos não-democratas — com quatro republicanos e um sem afiliação política tendo governado o estado. Porém, o Partido Republicano passou a ganhar crescente força política desde a década de 1960. Atualmente, o Texas é dominado primariamente pelos republicanos. O governador do Texas, Greg Abbott, é um republicano, bem como seu antecessor, Rick Perry.

## Economia

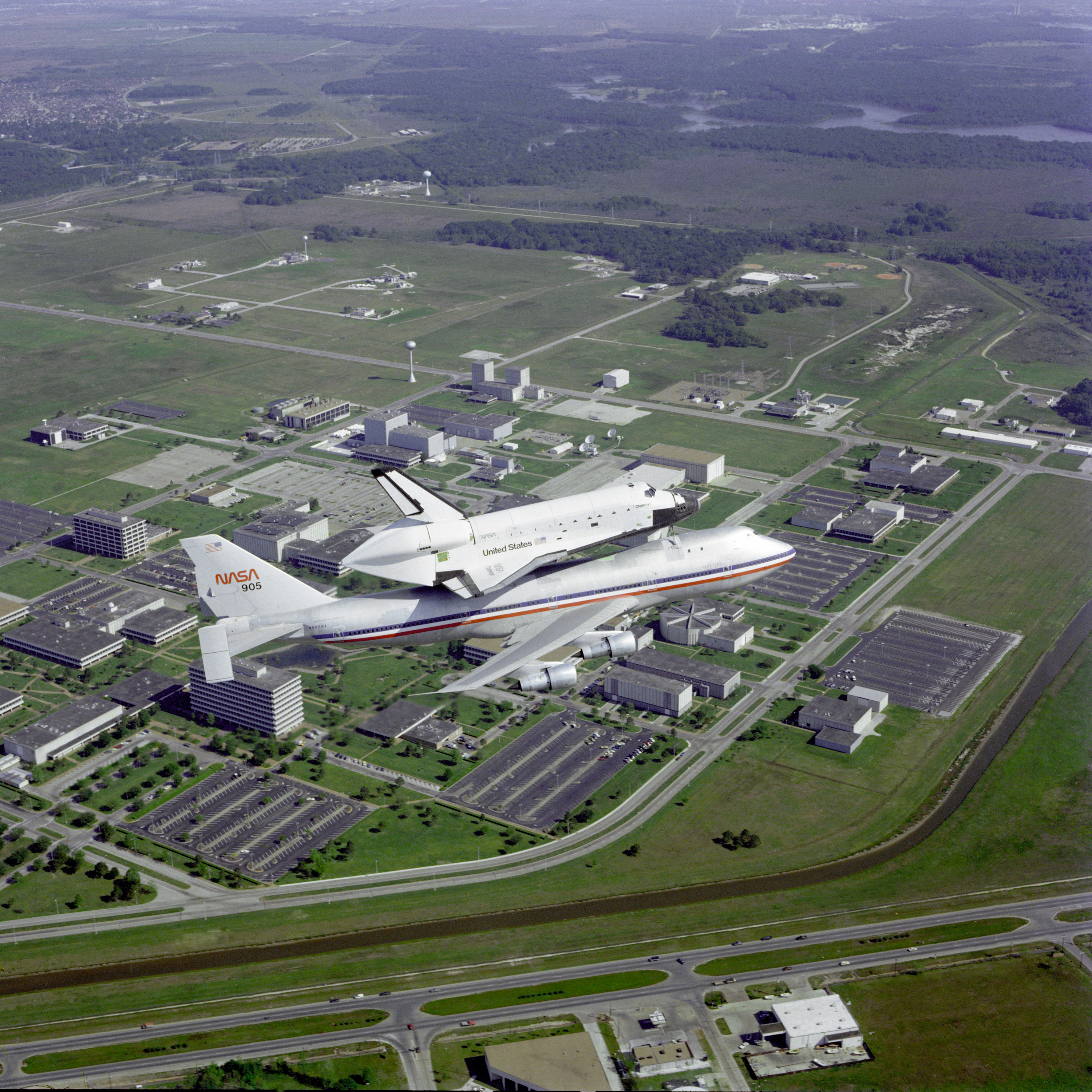
O Ônibus Espacial Challenger em cima de um Boeing 747 SCA, sobrevoando o Centro Espacial Lyndon Johnson em Houston.

Em parte por causa de sua grande população, a economia do Texas é uma das maiores do país. O produto interno bruto do Texas, de 982,4 bilhões de dólares em 2005, é o terceiro maior dos Estados Unidos, atrás somente da Califórnia e de Nova Iorque. A renda per capita do Estado, por sua vez, foi de 30 222 dólares em 2004. A taxa de desemprego do Texas é de 6,1%.
O setor primário do Texas é responsável por 1% do PIB do Texas. A agricultura e a pecuária — que já foram anteriormente as principais fontes de renda do estado — empregam juntas aproximadamente 500 000 pessoas. O Texas possui no total cerca de 227 000 fazendas (popularmente chamadas de ranchos no Estado) — mais do que qualquer outro Estado americano — que cobrem cerca de 75% do Estado. A maior parte destas fazendas são utilizadas para a criação de gado bovino. O Texas possui o maior rebanho bovino do país. Os principais produtos produzidos pela indústria agropecuária do Texas são carne e leite bovino, algodão, arroz, trigo e peru (ave)s.  Os efeitos da pesca e da silvicultura são negligíveis na economia do Estado. O valor anual da pesca coletada no Estado é de cerca de 230 milhões de dólares.

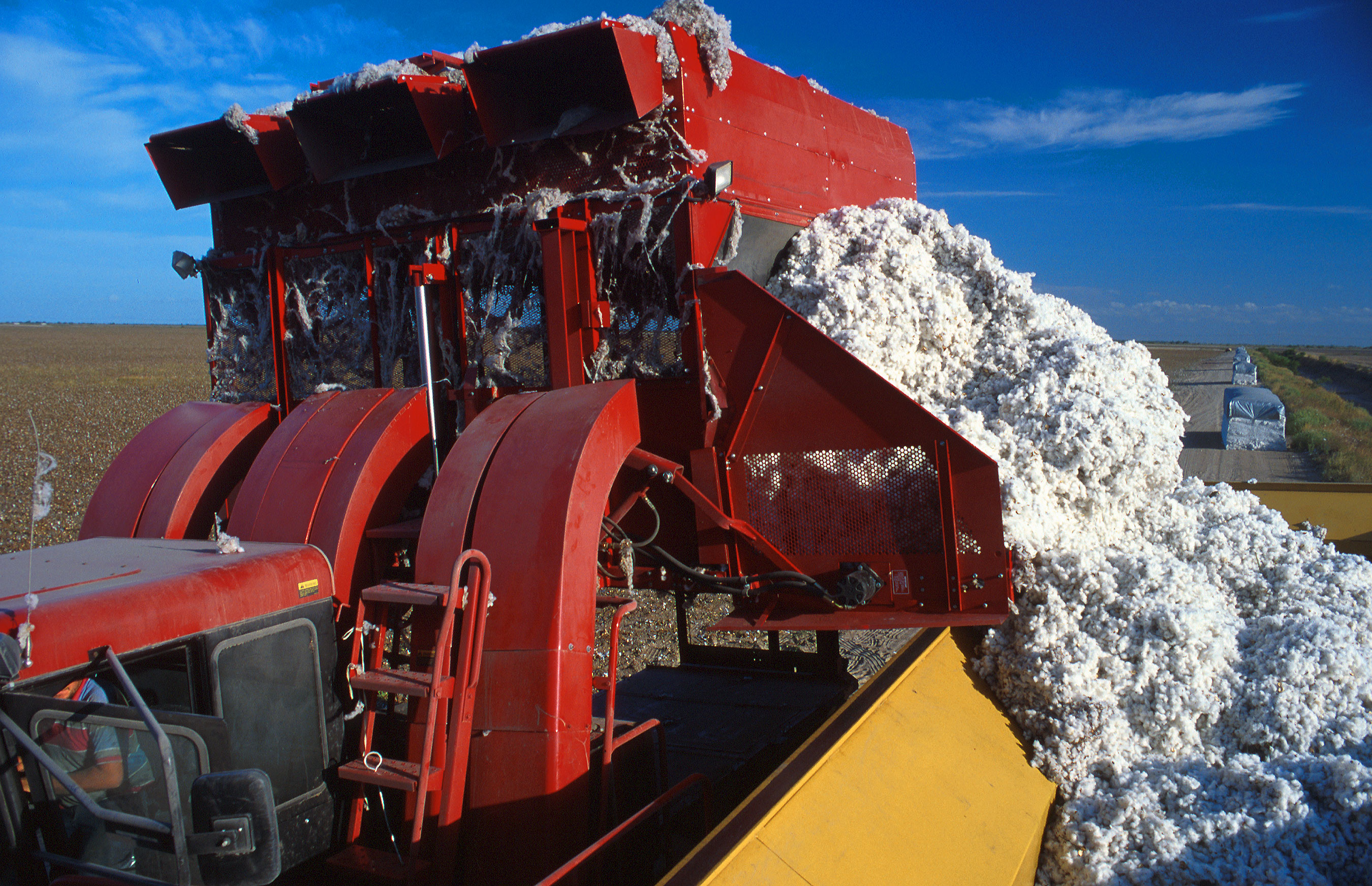
O algodão já foi uma das principais fontes de renda do Texas, mas atualmente, sua importância para a economia do Estado é pequena.

O setor secundário do Texas responde por 25% do PIB do Texas — mas já chegou a responder por mais da 75%, durante os anos da Segunda Guerra Mundial. Os produtos fabricados anualmente no estado possuem um valor total de mais de 130 bilhões de dólares. O Texas é o terceiro Estado que mais emprega trabalhadores na área da manufatura — atrás somente da Califórnia e de Nova Iorque. A mais importante indústria do Estado é a indústria de alta tecnologia — fábricas produtoras de equipamentos eletrônicos avançados, softwares e computadores estão localizadas primariamente em Houston e em Austin. O Texas é o maior produtor de produtos químicos em geral — fertilizantes, ácido sulfúrico e remédios são os mais importantes. Por causa da imensa população, o processamento de alimentos é a terceira maior indústria do Estado. E o Texas é o maior produtor de petróleo, gás natural, e derivados, dos Estados Unidos, possuindo as maiores reservas destes recursos naturais, do país. A indústria de manufatura emprega mais de 900 000 pessoas, e responde sozinha por 14% do PIB do Estado. A mineração emprega mais de 250 000 pessoas e responde por 6% do PIB estadual. E a indústria de construção responde por 5% do PIB do Estado, empregando mais de 750 000 pessoas.

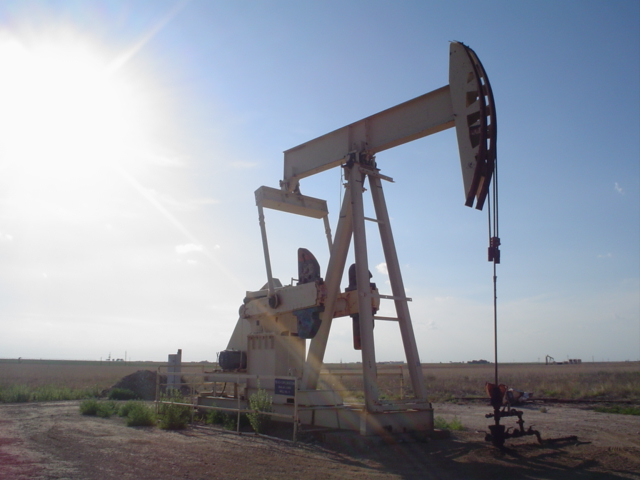
Um poço de petróleo no Texas.

O setor terciário do Texas responde por mais de 74% do PIB do Texas. Dallas é sede de várias das mais importantes empresas financeiras dos Estados Unidos, enquanto Houston sedia as principais empresas petrolíferas do país. Serviços comunitários e pessoais respondem por 20% do PIB do Estado, e empregam mais de 3,5 milhões de pessoas. O comércio por atacado e varejo responde por 17% do PIB do Estado e empregam 2,5 milhões de pessoas. Serviços financeiros e imobiliários empregam aproximadamente 885 000 pessoas e respondem por 14% do PIB do Estado. Serviços governamentais empregam 1,7 milhão de pessoas e responde por 12% do PIB do Estado. Transportes, telecomunicações e utilidades públicas respondem por 11% do PIB estadual, empregando aproximadamente 630 000 pessoas. O Texas é o maior produtor de eletricidade do país. Cerca de 50% da eletricidade gerada no Estado é produzida por usinas termelétricas a gás natural, 40% por usinas termelétricas a carvão, e a maior parte do restante é gerada por usinas nucleares.

### Tributação
De acordo com a Tax Foundation, a carga tributária local e estadual dos texanos está entre as mais baixas do país, a 7ª mais baixa do país; os impostos estaduais e municipais custam US$ 3 580 per capita, ou 8,4% dos rendimentos dos residentes. O Texas é um dos sete estados que não possuem um imposto de renda estadual.
Em vez disso, o estado arrecada a receita de impostos sobre a propriedade (embora estes são coletados no condado, cidade (município) e níveis de distrito escolar; o Texas tem uma proibição constitucional estadual contra um imposto predial estadual) e impostos sobre vendas de produtos em geral. A taxa de imposto sobre vendas do estado é de 6,25%, mas as jurisdições tributárias locais (cidades, condados, distritos com fins especiais e agências de trânsito) também podem impor sobre as vendas e usar impostos de até 2% por cento para uma taxa combinada máxima total de 8,25 por cento.
Texas é um "estado doador de impostos"; em 2005, para cada dólar que os texanos pagavam ao governo federal em impostos federais, o estado recebia cerca de US$ 0,94 em benefícios. Para atrair investimentos, o Texas tem programas de incentivo no valor de US$ 19 bilhões por ano (2012); mais do que qualquer outro estado dos Estados Unidos.
Em 2002, o governo estadual gastou 70,274 bilhões de dólares, tendo gerado 60,588 bilhões de dólares, a dívida governamental do Texas é de 24,008 bilhões de dólares, e a dívida per capita é de 1 104 dólares, o valor dos impostos estaduais per capita é de 1 319 dólares, e o valor dos gastos governamentais per capita é de 3 233 dólares.[carece de fontes?]

## Demografia

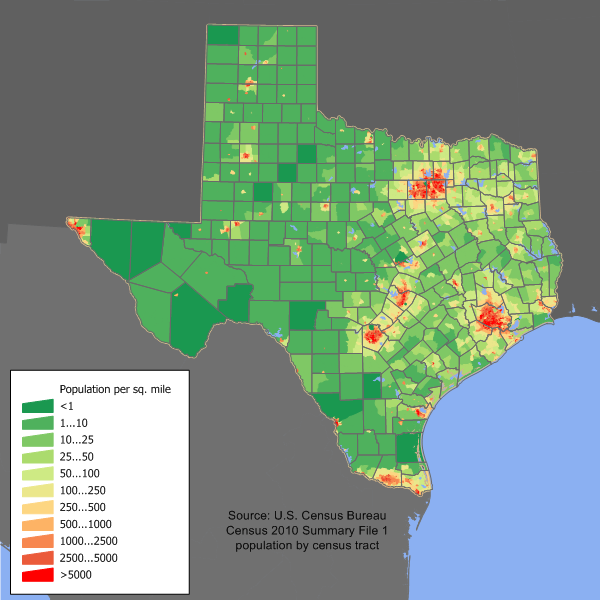
Mapa da distribuição da densidade populacional do Texas.

Os habitantes do Texas, historicamente conhecidos como texianos, são atualmente nomeados, geralmente, de texanos. A população do Texas no censo de 2000 foi de 20 851 820 habitantes, com um crescimento de 23% em relação à população em 1990, de 16 986 510 habitantes. Uma estimativa realizada em 2005 estima a população em 22 859 968 habitantes, um crescimento de 34,5% em relação à população em 1990; de 9,6% em relação à população do Estado em 2000; e de 1,7% em relação à população estimada em 2004.
O crescimento populacional natural do Texas entre 2000 e 2005 foi de 1 155 182 habitantes — 1 948 398 nascimentos menos 793 216 óbitos. O crescimento populacional causado pela imigração foi de 663 161 habitantes, enquanto a migração interestadual resultou no ganho de 218 722 habitantes. Entre 2000 e 2005, a população do Texas cresceu em 2 008 176 habitantes, e entre 2004 e 2005, em 388 419 habitantes.
7,8% da população do Texas possui menos de cinco anos de idade, 28,2% da população possui menos de 18 anos de idade, e 9,9% da população possui mais de 64 anos de idade. Mulheres compõem 50,4% da população do estado.

### Raça e etnias
Mais de um terço dos habitantes do Texas são hispânicos. Alguns deles são imigrantes recentes do México, América Central ou da América do Sul — ou os descendentes diretos destes imigrantes. Já outros hispânicos, conhecidos como tejanos, são descendentes de mexicanos que viviam na região muito anteriormente da independência do Texas — ou, ao menos, por várias gerações.

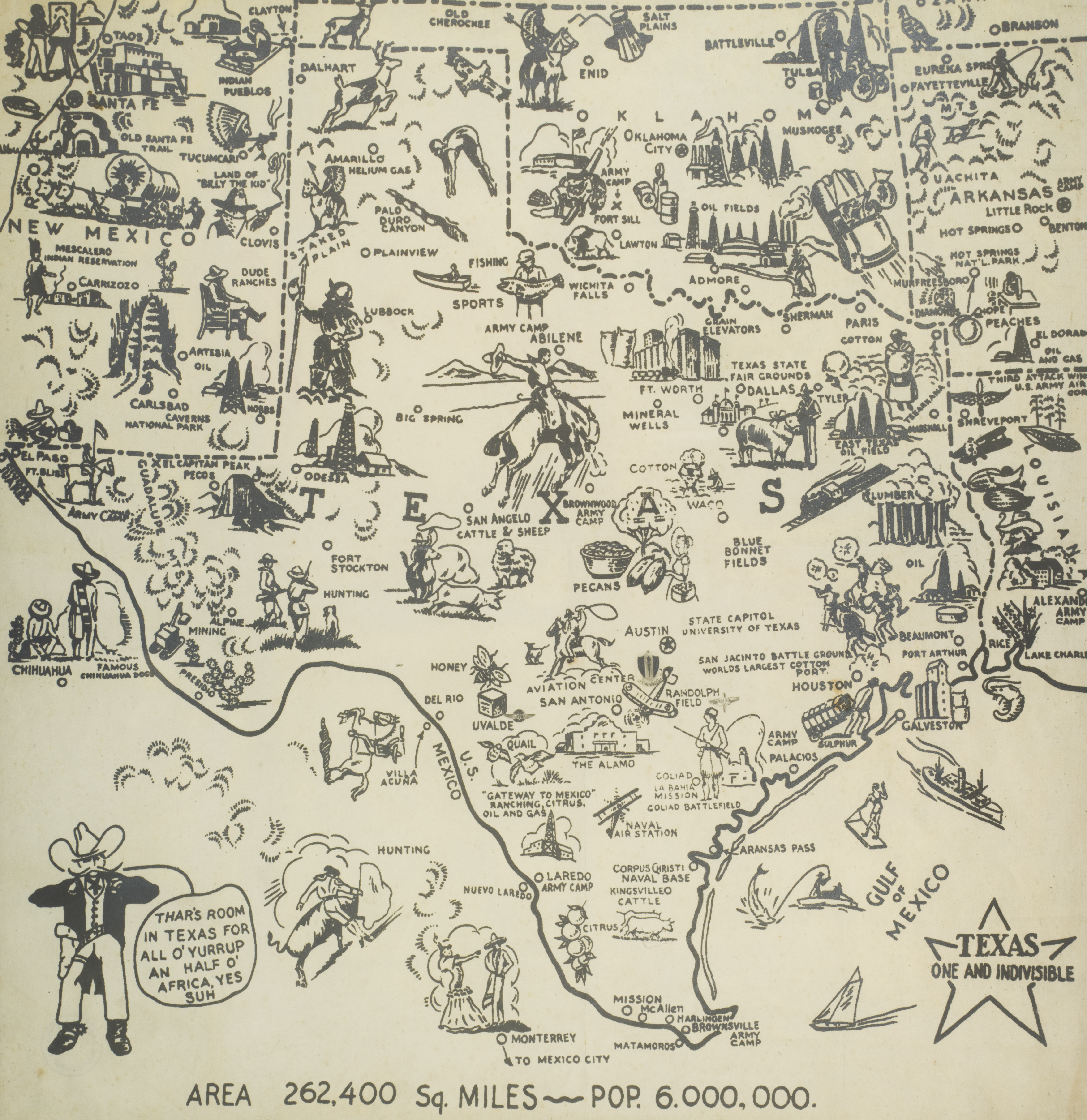
Texas, década de 1930.

Outras etnias majoritárias no Texas incluem descendentes de alemães, poloneses, suecos, noruegueses, checos e franceses. A imigração destas etnias começou a partir da década de 1850, e continuou em números consideráveis até o fim da segunda guerra mundial. A influência destes imigrantes, vindas das mais diversas partes da Europa, sobrevive nos nomes das cidades, estilos arquitetônicos, estilos musicais e na culinária da região.
Em tempos recentes, a população de asiáticos têm crescido na região, especialmente em Houston e em Dallas. Etnias incluem chineses, vietnamitas, filipinos, tailandeses e paquistaneses.
Atualmente, os brancos são maioria na população do estado. Devido à crescente imigração — especialmente de hispânicos — o Texas tornou-se o quarto estado norte-americano cuja população não terá uma maioria definida, em agosto de 2005. Se as taxas de imigração continuarem nos níveis atuais, os hispânicos serão a maioria por volta da década de 2030.
| Composição racial da população do Texas | 2004       | 2003       | 2002       | 2001       | 2000       |
| --------------------------------------- | ---------- | ---------- | ---------- | ---------- | ---------- |
| Total                                   | 22 490 022 | 22 103 374 | 21 723 220 | 21 334 855 | 20 851 790 |
| Brancos (não hispânicos)                | 10 986 937 | 11 049 172 | 11 094 951 | 11 138 076 | 11 190 222 |
|                                         | 49,8%      | 50,4%      | 51,1%      | 51,8%      | 52,7%      |
| Hispânicos                              | 7 781 211  | 7 519 603  | 7 258 302  | 6 993 458  | 6 669 666  |
|                                         | 34,6%      | 34,0%      | 33,4%      | 32,8%      | 32,0%      |
| Afro-americanos                         | 2 535 285  | 2 500 125  | 2 463 047  | 2 426 088  | 2 378 444  |
|                                         | 11,3%      | 11,3%      | 11,3%      | 11,4%      | 11,4%      |
| Asiáticos                               | 695 293    | 666 261    | 636 223    | 604 846    | 567 526    |
|                                         | 3,1%       | 3,0%       | 2,9%       | 2,8%       | 2,7%       |
| Nativos norte-americanos                | 77 662     | 76 071     | 74 538     | 72 762     | 70 405     |
|                                         | 0,3%       | 0,3%       | 0,3%       | 0,3%       | 0,3%       |
| Duas etnias ou mais                     | 210 349    | 203 238    | 196 159    | 188 529    | 178 812    |
|                                         | 0,9%       | 0,9%       | 0,9%       | 0,9%       | 0,9%       |

Os principais grupos étnicos do estado são: mexicanos (que compõem 24,3% da população), afro-americanos (11,5%), alemães (9,9%), ingleses (7,2%) e irlandeses (7,2%).

### Religião
Religião na Texas (2014)
A maioria da população do Texas foi e continua sendo predominantemente cristã, influenciada pelo colonialismo católico espanhol e protestante americano e pelo trabalho missionário (77%). A grande população cristã do Texas também é influenciada por sua localização dentro do Cinturão da Bíblia. Os seguintes maiores grupos foram os irreligiosos (18%), nada em particular (13%), Judaísmo (1%), Islã (1%), Budismo (1%) e Hinduísmo e outras religiões com menos de 1% cada.
A maior denominação cristã em 2014 é a Igreja Católica (23%). As maiores jurisdições católicas no Texas são a Arquidiocese Católica Romana de Galveston-Houston, as dioceses de Dallas, Fort Worth e a Arquidiocese Católica Romana de San Antonio. No protestantismo, os evangélicos formam o maior ramo teológico (31%), seguidos pelos protestantes tradicionais (13%) e pelas igrejas protestantes historicamente afro-americanas (6%). Os batistas formavam o maior grupo evangélico protestante no Texas (14%); eles constituíam o segundo maior grupo protestante da linha principal atrás dos metodistas (4%). Cristãos não denominacionais e interdenominacionais foram o segundo maior grupo evangélico (7%) seguido pelos pentecostais (4%). Os maiores batistas evangélicos no estado foram a Convenção Batista do Sul (9%) e os batistas independentes (3%). As Assembleias de Deus formaram a maior denominação pentecostal evangélica no estudo de 2014. Entre os protestantes da linha principal, a Igreja Metodista Unida era a maior denominação (4%). A American Baptist Churches USA compreendeu o segundo maior grupo protestante da linha principal (2%).
De acordo com o Pew Research Center, as maiores denominações cristãs historicamente afro-americanas são a Convenção Batista Nacional (EUA) e a Igreja de Deus em Cristo. Metodistas negros e outros cristãos compunham menos de 1 por cento cada um da demografia cristã. Outros cristãos representavam 1% do total da população cristã, e os ortodoxos orientais e orientais formavam menos de 1% da população cristã em todo o estado. A Igreja de Jesus Cristo dos Santos dos Últimos Dias é o maior grupo cristão não trinitário do Texas ao lado das Testemunhas de Jeová.
As religiões não cristãs representavam 4% da população religiosa em 2014. Os adeptos de muitas outras religiões residem predominantemente nos centros urbanos do Texas. Judaísmo, islã e budismo foram empatados como a segunda maior religião em 2014. Em 2020, a população judaica cresceu para mais de 176 000. Cerca de 146 000 adeptos de religiões como o hinduísmo e o sikhismo viviam no Texas em 2004. O Texas é o quinto maior estado de população muçulmana do país. Dos sem religião, cerca de 2% eram ateus e 3% Agnósticos.

## Cultura

### Símbolos do Estado
- Árvore: Carya illinoinensis
- Bebida: Dr Pepper
- Borboleta: Danaus plexippus (Borboleta-monarca)
- Cognome: Lone Star State
- Dança: Texas Two Step
- Dinossauro: Pleurocoelus
- Esportes:
  - Esporte individual: Rodeio
  - Esporte em equipe: Futebol Americano
- Flor: Lupinus texensis
- Fruta: Toronja
- Gema: Topaz azul do Texas
- Grama: Bouteloua curtipendula
- Inseto: Mosquito
- Lema: Friendship (Amizade)
- Músicas:
  - Texas, Our Texas (Texas, Nosso Texas)
  - Bluebonnets
- Pássaro: Mimus polyglottos
- Peixe: Micropterus treculii
- Pimenta: Jalapeño
- Pimenta nativa: Capsicum annuum var. aviculare
- Prato: Chili con carne
- Rocha: Palmeira fossilizada
- Vegetal: Cebola

### Principais cidades

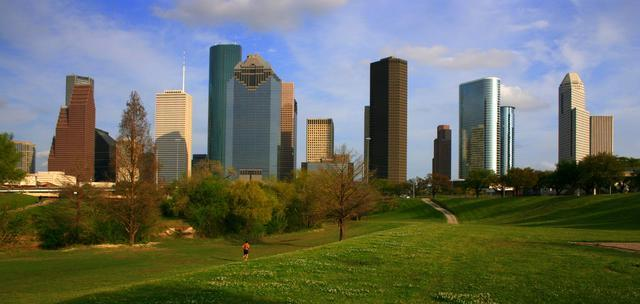
Houston

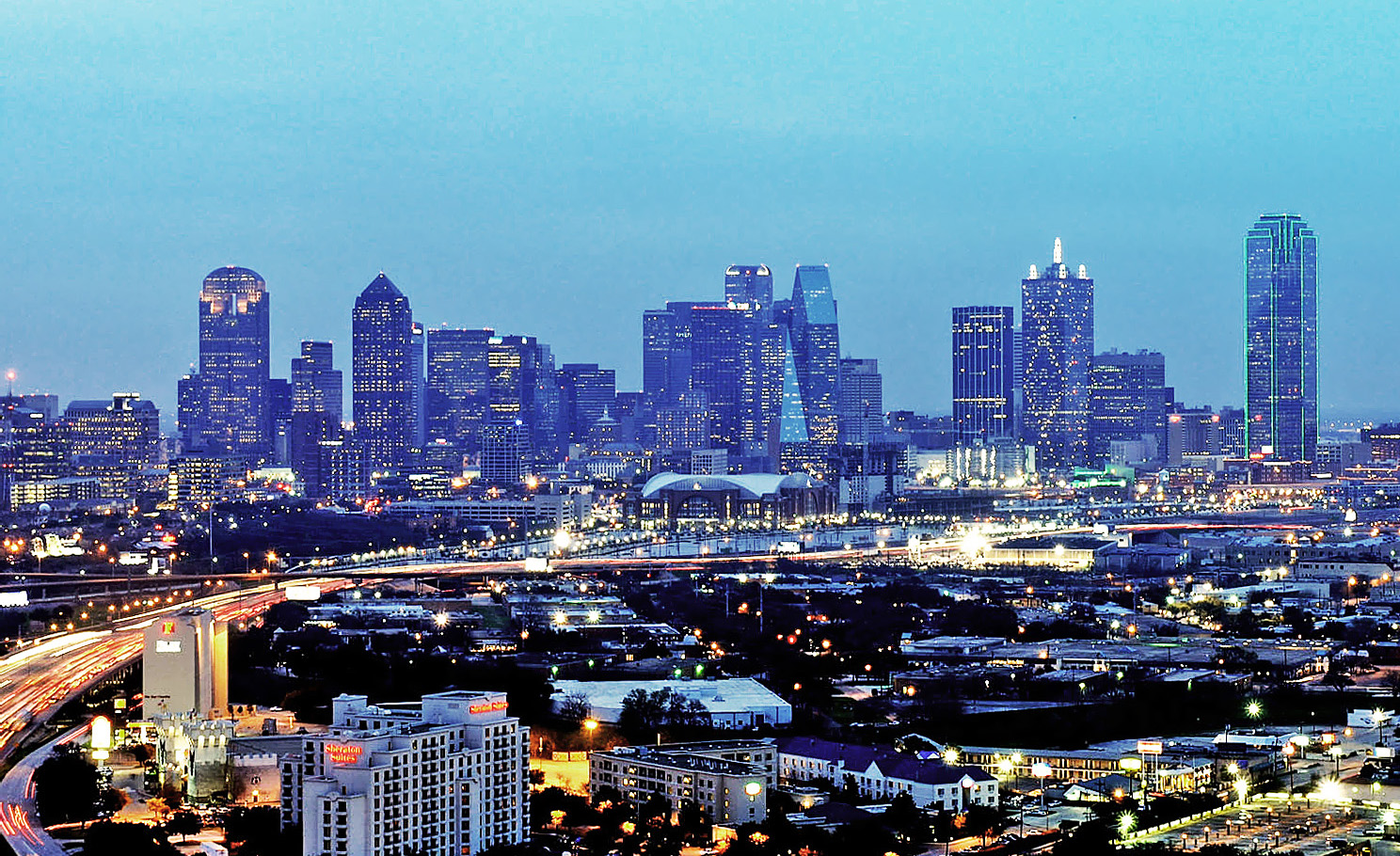
Dallas

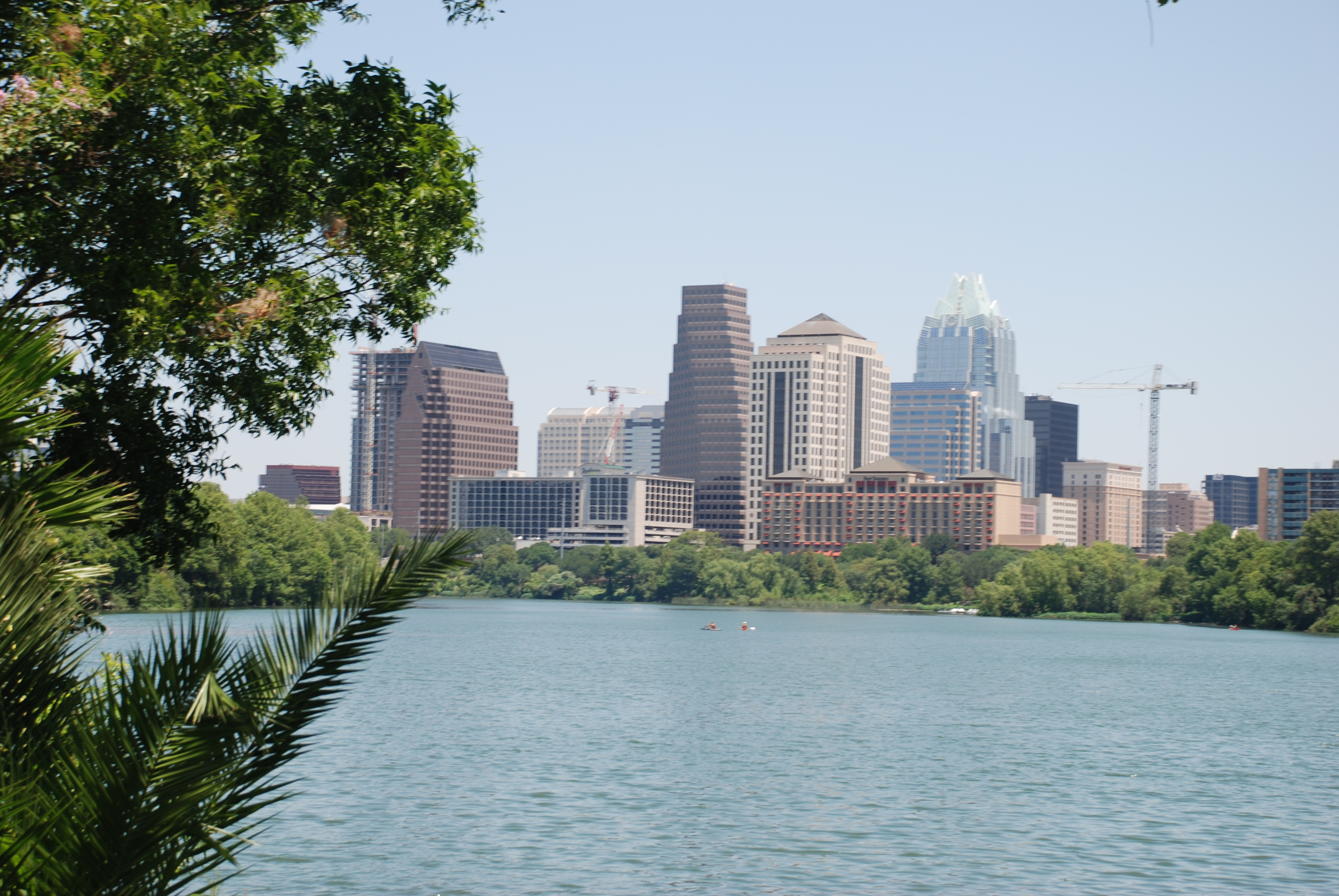
Austin

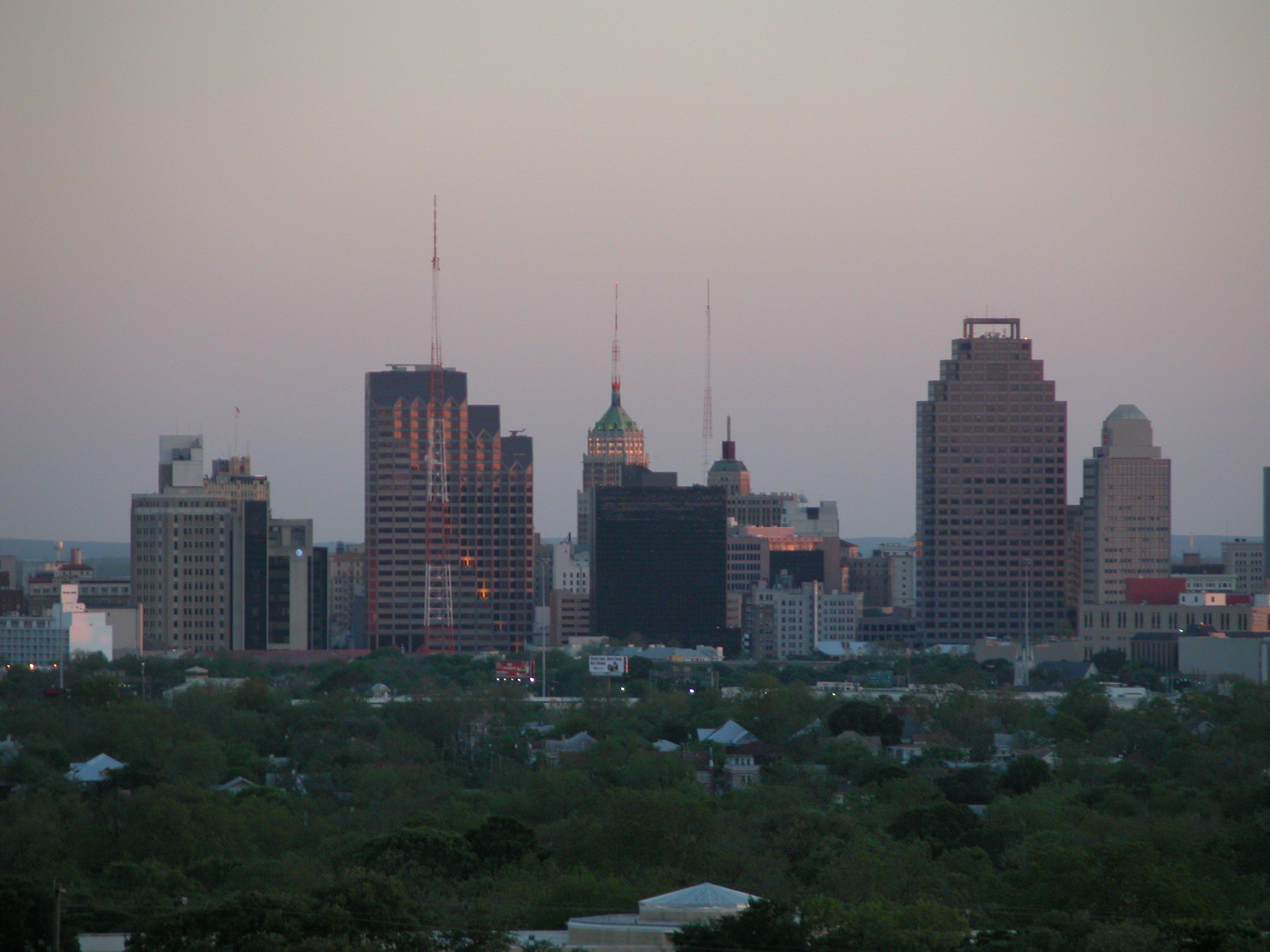
San Antonio

- Abilene
- Amarillo
- Austin-Round Rock
- Beaumont-Port Arthur
- Brownsville-Harlingen
- College Station–Bryan
- Corpus Christi
- Dallas-Fort Worth-Arlington
  - Dallas
  - Fort Worth
  - Arlington
  - Plano
  - Irving
  - Carrollton
  - Richardson
  - Denton
  - McKinney
- El Paso
- Houston-Sugar Land-Baytown
  - Houston
  - Sugar Land
  - Baytown
  - Galveston
- Killeen-Temple-Fort Hood
- Laredo
- Longview
- McAllen-Edinburg-Mission
- Midland
- Odessa
- San Angelo
- San Antonio
- Sherman–Denison
- Texarkana
- Tyler
- Victoria
- Waco
- Wichita Falls

## Educação

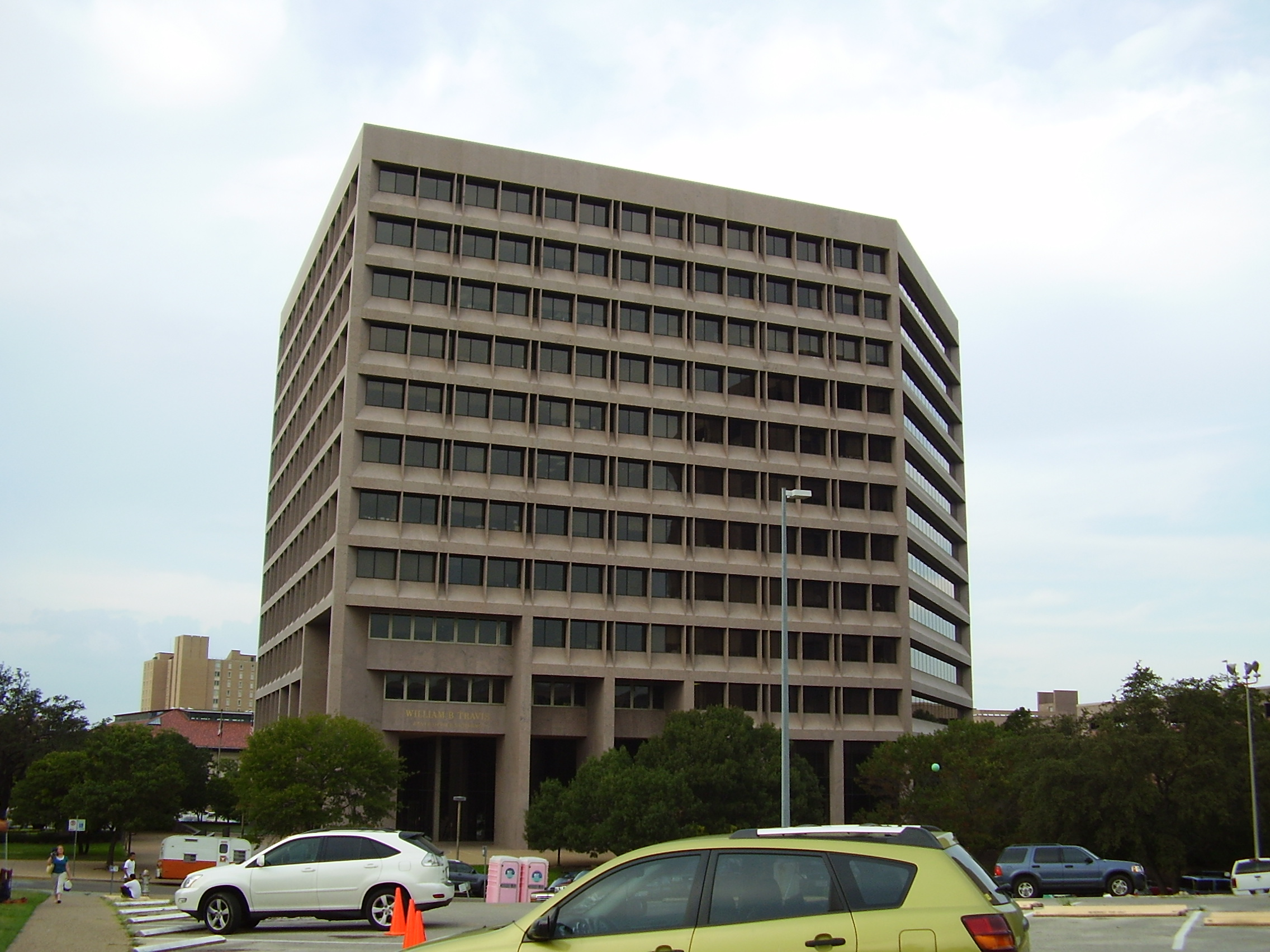
Escritório principal da Texas Education Agency.

À época da independência do Texas, em 1836, do México, o Texas possuía poucas escolas públicas, a maioria em péssimo estado e que ensinavam apenas em espanhol. A falta de ensino primariamente anglófono de qualidade foi uma das razões da rebelião dos colonos americanos do Texas contra o governo mexicano. Em 1854, o já Estado americano de Texas instituiu um sistema estadual de ensino público escolar.
Atualmente, todas as instituições educacionais no Texas precisam seguir regras e padrões ditadas pelo Conselho Estadual de Educação do Texas. Este conselho controla diretamente o sistema de escolas públicas do Estado, que está dividido em diferentes distritos escolares. Cada cidade primária (city), diversas cidades secundárias (towns) e cada condado, é servida por um distrito escolar. Nas cidades, a responsabilidade de administrar as escolas é do distrito escolar municipal, enquanto em regiões menos densamente habitadas, esta responsabilidade é dos distritos escolares operando em todo o condado em geral. O Texas permite a operação de escolas charter — escolas públicas independentes, que não são administradas por distritos escolares, mas que dependem de verbas públicas para operarem. Atendimento escolar é compulsório para todas as crianças e adolescentes com mais de seis anos de idade, até a conclusão do segundo grau ou até os dezoito anos de idade.
Em 1999, as escolas públicas do Estado atenderam cerca de 3,992 milhões de estudantes, empregando aproximadamente 267 900 professores. Escolas privadas atenderam cerca de 227 600 estudantes, empregando aproximadamente 19 800 professores. O sistema de escolas públicas do Estado consumiu cerca de 22,43 bilhões de dólares, e o gasto das escolas públicas foi de aproximadamente 6 200 dólares por estudante. Cerca de 77,2% dos habitantes do Estado com mais de 25 anos de idade possuem um diploma de segundo grau.
O Sistema de Universidades de Texas, estabelecido pela Constituição de Texas em 1876, consistia em nove universidades acadêmicas, seis instituições de saúde, bem como os quartéis-generais da empresa, em 2004. 182 752 estudantes estudaram em uma das instituições controladas pelo Sistema de Universidades de Texas, fazendo desta empresa um dos maiores sistemas de educação superior nos Estados Unidos. Em 2004, somente na Universidade de Texas em Austin, a maior das instituições administradas pelo Sistema de Universidades de Texas, foram registrados 50 377 estudantes.
O Texas possui atualmente 540 sistemas de bibliotecas públicas, que movimentam anualmente uma média de 4,2 livros por habitante. O Estado possui atualmente 200 instituições de educação superior, dos quais 109 são públicas e 91 são privadas. O Sistema de Universidades do Texas é o sistema público de instituições de educação superior do Texas, bem como o maior sistema educacional do Estado. A Universidade do Sudoeste é a instituição de educação superior mais antiga do Texas, tendo sido fundada em 1840, em Georgetown.

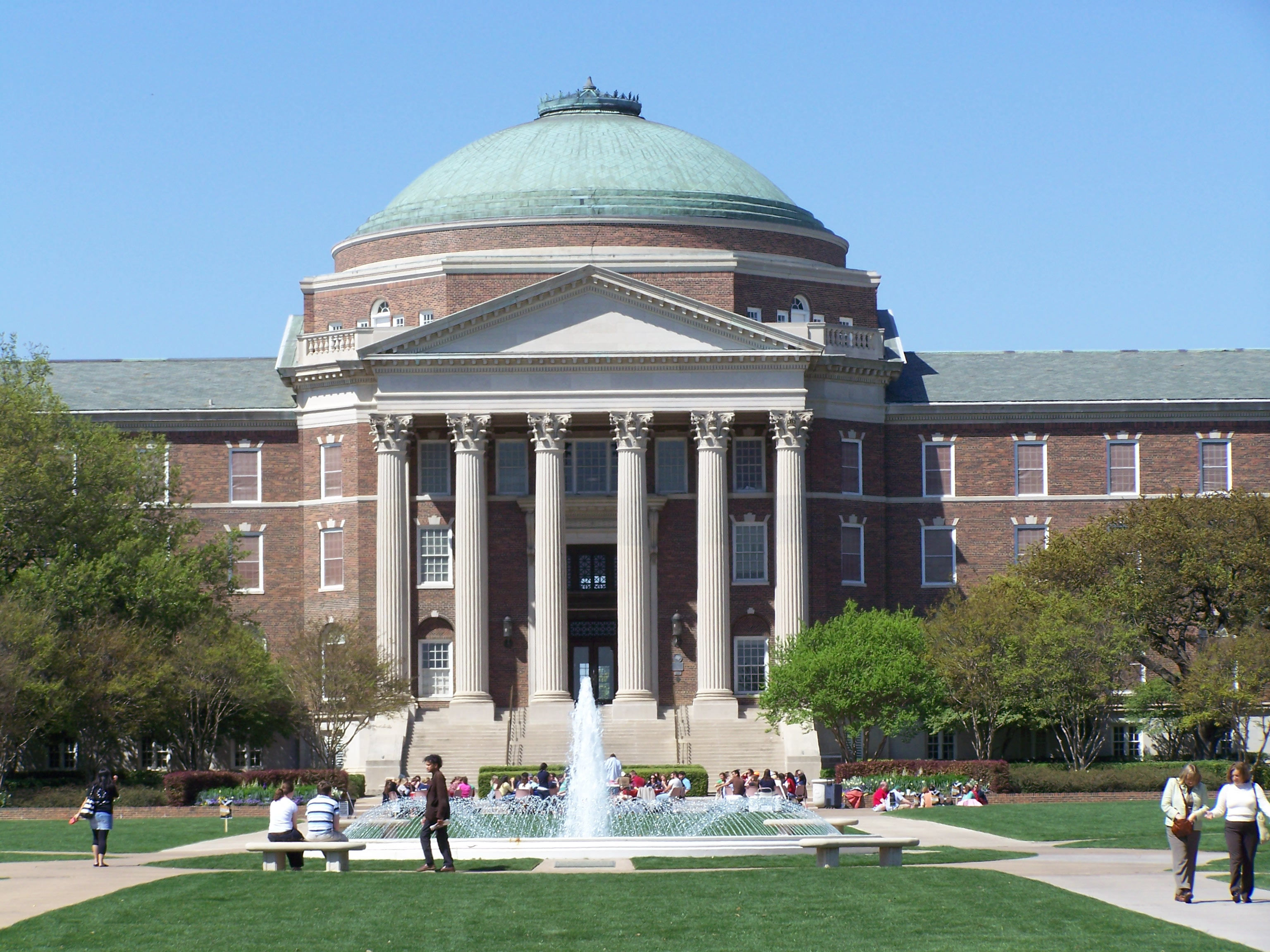
Universidade Metodista Meridional em University Park

A Universidade do Texas em Austin já foi no passado a maior instituição de ensino superior de todo os Estados Unidos, mas atualmente, a universidade caiu para a terceira posição. É considerada a décima quinta melhor universidade do mundo . Sete programas de doutorado estão entre os dez melhores do país, e um total de 22 programas de doutorado da Universidade de Texas em Austin aparecem entre os 25 melhores de todo os Estados Unidos. Em 2004, a University of Texas Southwestern Medical Center at Dallas foi considerada a décima sexta melhor escola médica dos Estados Unidos. Esta instituição de ensino superior formou 11 estudantes que posteriormente ganhariam o Prêmio Nobel.
O Sistema de Universidades do Texas A&M é o segundo maior sistema de instituições de ensino superior do Texas. Sua sede é a Universidade do Texas A&M, localizada em College Station, e é a instituição de educação superior mais antiga do estado. As pesquisas realizadas pela A&M recebem geralmente mais verbas do governo, e a A&M está entre as dez melhores no país, em pesquisas e estudos. Além disso, a A&M é também um dos dez maiores sistemas de instituições de ensino superior do país.
O Sistema de Universidades de Houston é o maior sistema de instituições de educação superior urbana na costa do Golfo do México, além de ser o terceiro maior sistema de instituições de ensino superior do Texas. Este sistema administra quatro diferentes universidades, das quais três delas estão localizadas em Houston. A sede deste sistema é a Universidade de Houston. Está especializado em supercondutividade, na indústria aeroespacial, na engenharia biológica, economia, educação, exploração petrolífera e administração. Além disso, a UH Law Center's Health Law and Policy Institute, que ensina direito, é considerada a melhor do país na área, com a Property Law Program em quinto.
Também localizada em Houston é o Centro Médico de Texas, a maior concentração de pesquisas, estudos e instituições relacionados com saúde, tais como a Faculdade Baylor de Medicina, University of Texas Health Science Center at Houston e a The University of Texas M. D. Anderson Cancer Center. A University of Texas M. D. Anderson Cancer Center é considerada uma das instituições de ensino superior mais produtivas e qualificadas do mundo na área — tratamento de câncer.
Além disso, Houston abriga sedes de várias instituições de ensino superior privadas, tais como a Universidade Rice, que possui o maior número de estudantes estudando economia e finanças do mundo.

## Infraestrutura

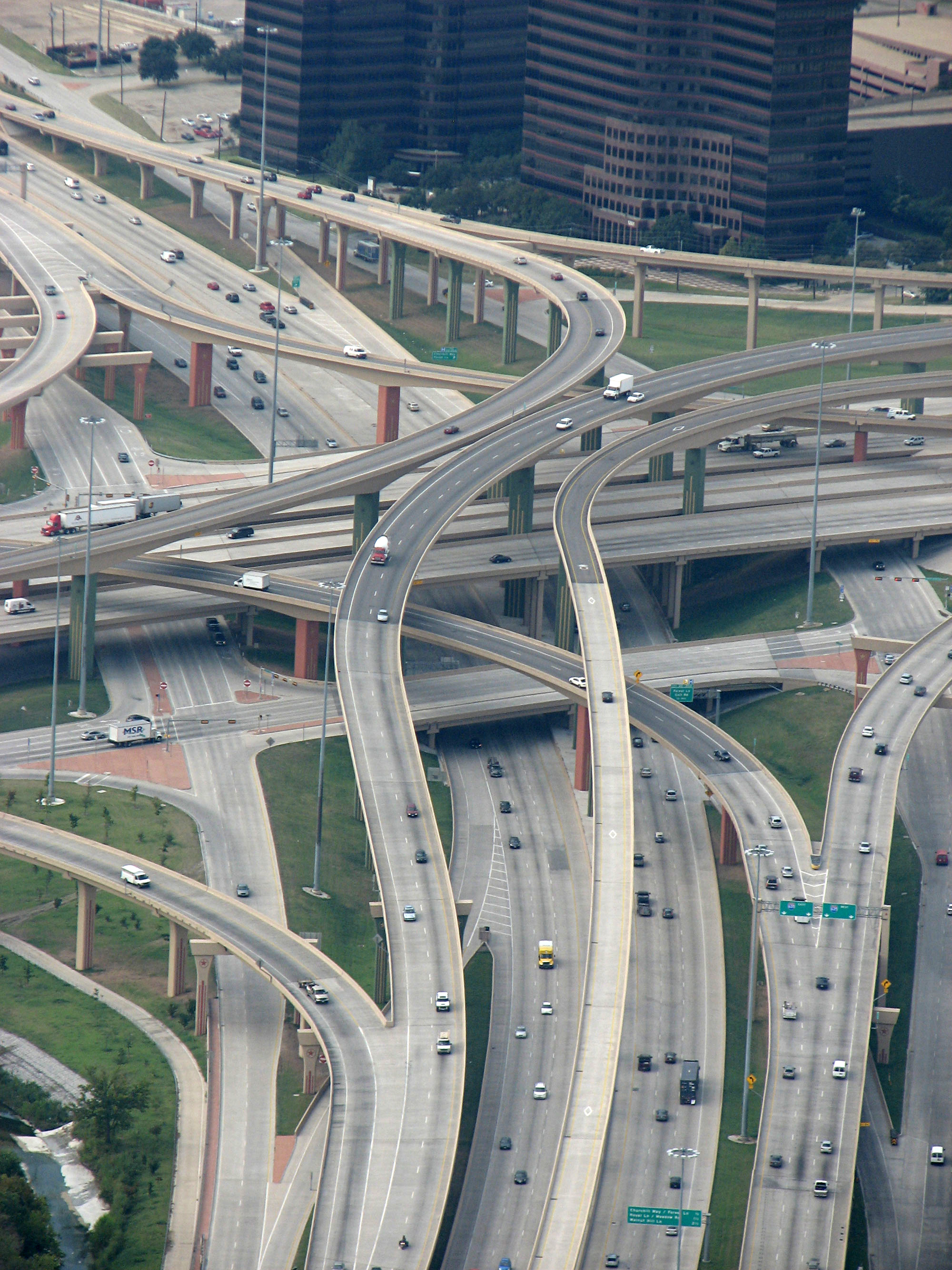
O High Five Interchange em Dallas é um intercâmbio de cinco níveis.

Os texanos historicamente tiveram dificuldades em atravessar o Texas devido ao grande tamanho e ao terreno acidentado do estado. O Texas compensou construindo o maior sistema rodoviário e ferroviário dos Estados Unidos. A agência reguladora, o Departamento de Transportes do Texas (Em inglês: TxDOT), mantém o imenso sistema rodoviário do estado, regula a aviação, e sistemas de transporte público.
Localizado centralmente na América do Norte, o estado é um importante centro de transportes. Da área de Dallas/Fort Worth, os caminhões podem alcançar 93% da população do país em 48 horas e 37% em 24 horas. Texas tem 33 zonas de comércio exterior (FTZ), a mais no país. Em 2004, um total combinado de US$ 298 bilhões em mercadorias passou pelas FTZs do Texas.

### Rodovias

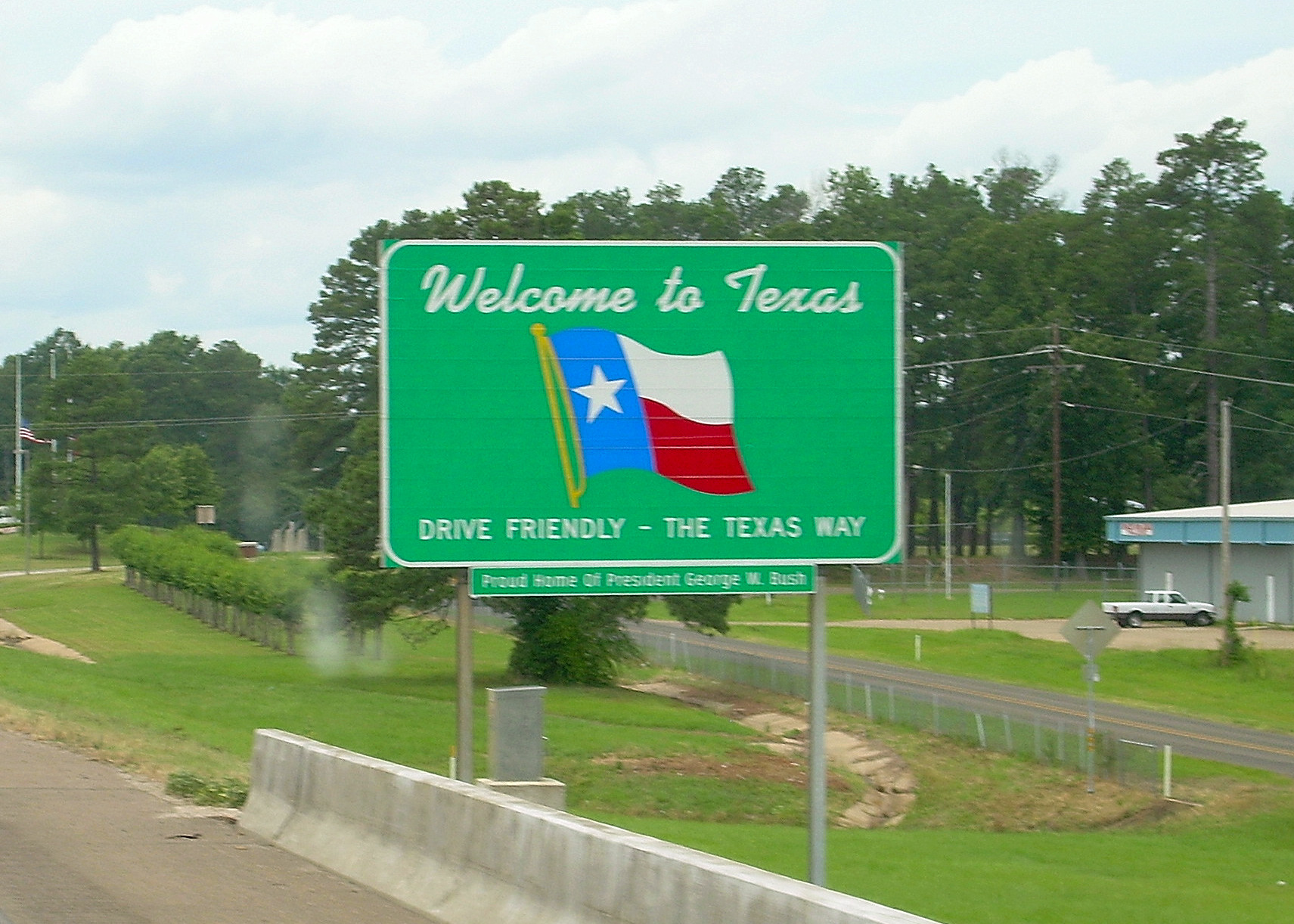
Placa de trânsito com "Welcome to Texas" (Bem-vindo ao Texas)

A primeira autoestrada do Texas foi a Gulf Freeway inaugurada em 1948 em Houston. A partir de 2005, 79 535 milhas (127 999 km) de estradas públicas entrecruzadas no Texas (Eram 71 000 milhas (114 263 km) em 1984). Para financiar o crescimento recente nas rodovias estaduais, o Texas possui 17 rodovias com pedágios, com várias propostas adicionais de pedágio. No centro do Texas, a seção sul da rodovia estadual 130 tem um limite de velocidade de 85 milhas por hora (137 km/h), a mais alta da nação. Todas as estradas federais e estaduais no Texas estão pavimentadas.

### Aeroportos

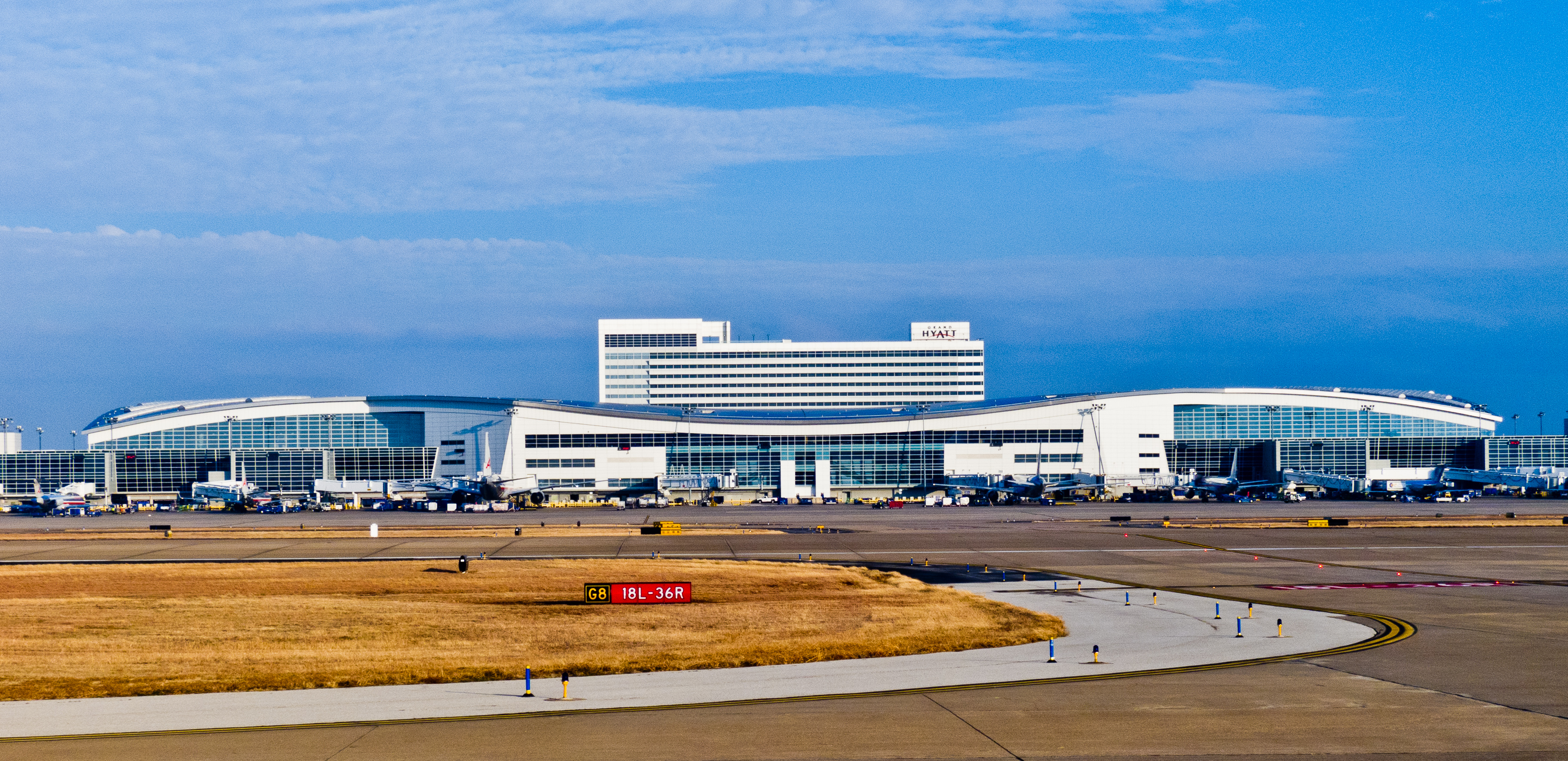
Terminal D do Aeroporto de Dallas/Fort Woth em Dallas.

Texas tem 730 aeroportos, o segundo mais de qualquer estado do país. Maior do Texas em tamanho e passageiros atendidos, Aeroporto Internacional de Dallas/Fort Worth (Em inglês: DFW) é o segundo maior por área nos Estados Unidos, e quarto no mundo com 18 076 acre(s)s (73 km2). No tráfico, DFW é o mais movimentado do estado, o quarto mais movimentado dos Estados Unidos, e sexto em todo o mundo. American / American Eagle da American Airlines Group, a maior companhia aérea do mundo no total de passageiros-milhas transportadas e tamanho da frota de passageiros, usa DFW como seu maio e ligação principal. Southwest Airlines, sediada em Dallas, tem suas operações no Aeroporto de Dallas Love Field. Ela é considerada a maior companhia aérea dos Estados Unidos por número de passageiros transportados internamente por ano e a maior companhia aérea do mundo em número de passageiros transportados.
A segunda maior instalação aérea do Texas é o Aeroporto Intercontinental George Bush de Houston (IAH). Ele serviu como a maior ligação da antiga Continental Airlines, sediada em Houston; serve como a maior ligação  da United Airlines, a terceira maior companhia aérea do mundo, em milhas voadas. IAH oferece serviços para os destinos mais mexicanos de qualquer aeroporto dos Estados Unidos. Os próximos cinco maiores aeroportos do estado, todos atendem a mais de 3 milhões de passageiros anualmente; incluem o Aeroporto Internacional de Austin-Bergstrom, o Aeroporto William P. Hobby, o Aeroporto Internacional de San Antonio, o Aeroporto de Dallas Love Field e o Aeroporto Internacional de El Paso. O menor aeroporto do estado a ser designado aeroporto internacional é o Aeroporto Internacional Del Rio.

### Portos

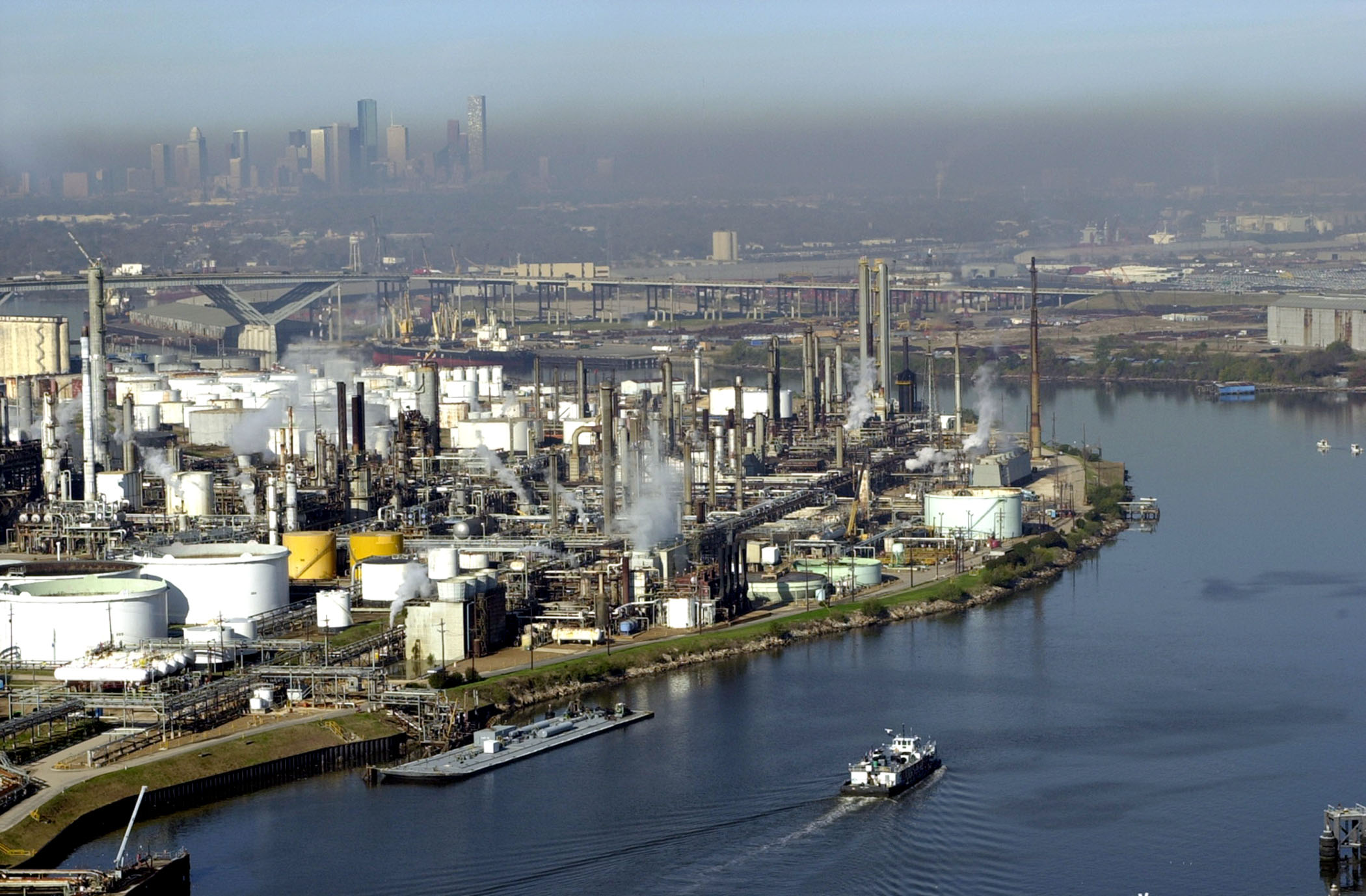
Porto de Houston ao longo de Canal de Navio de Houston.

Cerca de 1 150 portos marítimos pontilham a costa do Texas com mais de 1 000 milhas (1 600 km) de canais. Os portos empregam quase um milhão de pessoas e processam uma média de 317 milhões de toneladas. Os portos do Texas se conectam com o restante da costa atlântica dos Estados Unidos com a seção do Golfo da via navegável intracostal. O Porto de Houston hoje é o porto mais movimentado dos Estados Unidos em tonelagem estrangeira, o segundo em termos de tonelagem geral e o décimo mundial em tonelagem. O Houston Ship Channel se estende por 530 pés (160 m) estendido por 45 pés (14 m) com profundidade de 50 milhas (80 km) de comprimento.

### Ferrovias
Parte da tradição dos cowboys do estado é derivada das enormes manadas de gado que seus fazendeiros organizaram no século XIX para levar gado a ferrovias e mercados no Kansas, para embarque para o leste. As cidades ao longo do caminho, como Baxter Springs, a primeira cidade de vacas no Kansas, desenvolveram-se para lidar com os trabalhadores sazonais e com dezenas de milhares de cabeças de gado sendo conduzidas.
A primeira ferrovia a operar no Texas foi a Ferrovia Buffalo Bayou, Brazos e Colorado, inaugurada em agosto de 1853. A primeira ferrovia a entrar no Texas a partir do norte, concluída em 1872, foi a ferrovia Missouri-Kansas-Texas. Com o aumento do acesso às ferrovias, os fazendeiros não precisavam levar seu gado até o meio-oeste e embarcavam carne bovina para fora do Texas. Isso causou um declínio nas economias das cidades vaqueiras.
Desde 1911, o Texas liderou a nação em extensão de milhas ferroviárias dentro do estado. Comprimento ferroviário do Texas atingiu o pico em 1932 em 17 078 milhas (27 000 km), mas declinou para 14 006 milhas (23 000 km) em 2000. Enquanto a Comissão Ferroviária do Texas originalmente regulava as ferrovias estaduais, em 2005, o estado reprojetou esses deveres para o TxDOT.
Dallas e Houston possuem sistemas de veículo leve sobre trilhos. A Dallas Area Rapid Transit (DART) construiu o primeiro sistema ferroviário leve no sudoeste dos Estados Unidos, concluído em 1996. O serviço ferroviário suburbano Trinity Railway Express (TRE), que liga Fort Worth e Dallas, é fornecido pela Agência de Transporte de Fort Worth (o T) e pelo DART. Na área de Austin, a Agência de Transporte Metropolitano de Capital opera um serviço ferroviário suburbano conhecido como Capital MetroRail para os subúrbios do noroeste. A Agência de Trânsito Metropolitano do Condado de Harris, no Texas (METRO), opera linhas ferroviárias leves na área de Houston.
Amtrak fornece ao Texas um serviço ferroviário de passageiros interurbano limitado. Três rotas programadas atendem ao estado: o diário Texas Eagle (Chicago-San Antonio); o trissemanal Sunset Limited (Nova Orleans-Los Angeles), com paradas no Texas; e o diário Heartland Flyer (Fort Worth-Oklahoma City).

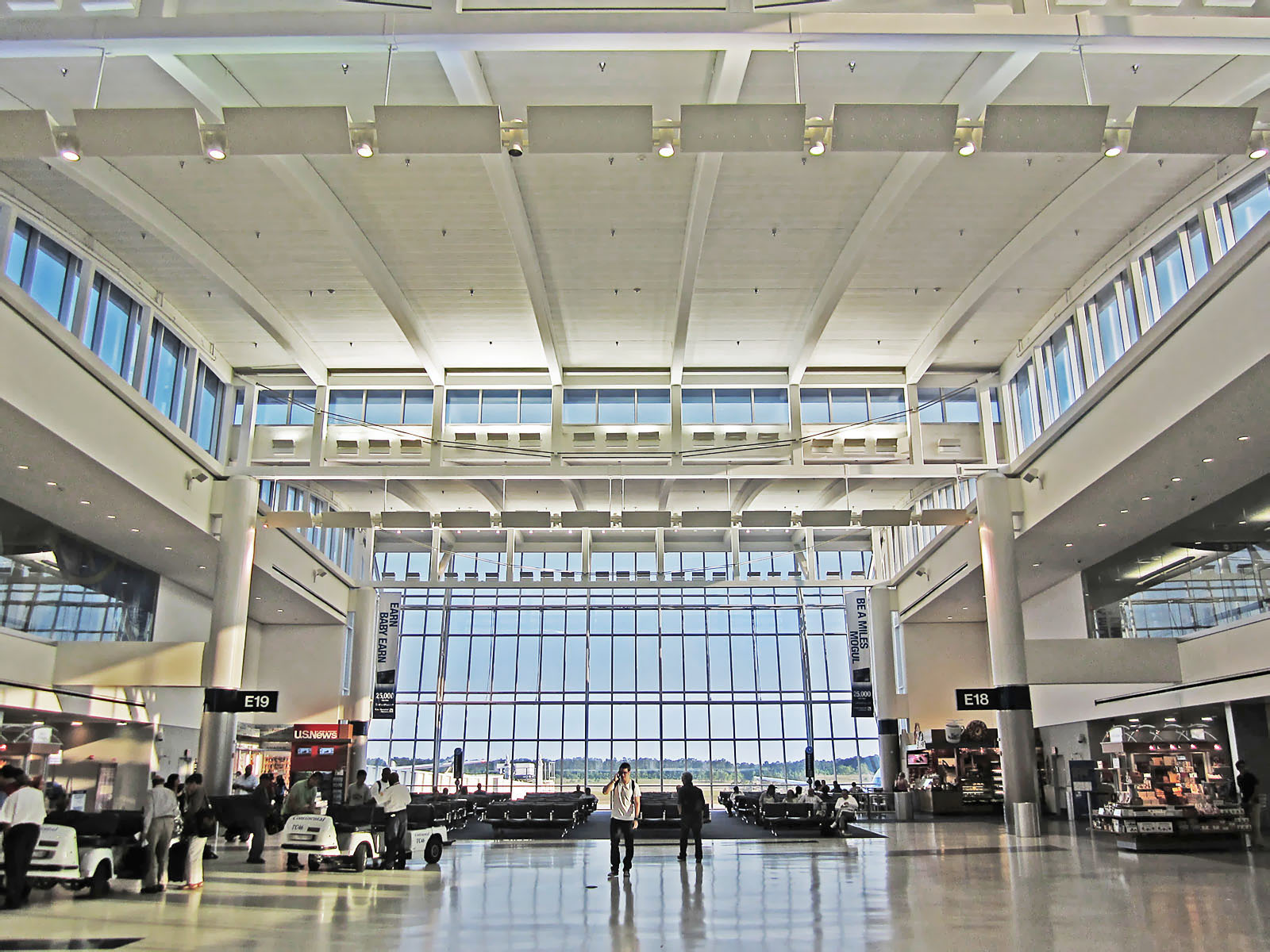
Terminal E em Aeroporto Intercontinental George Bush em Houston.
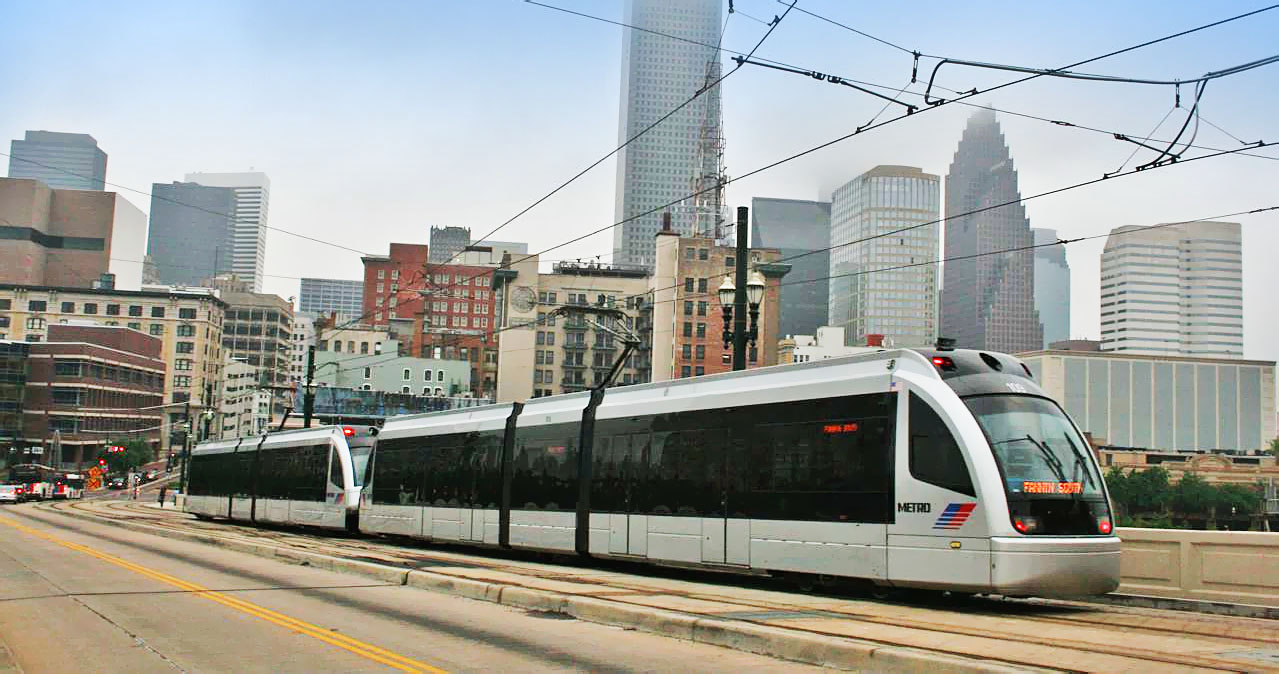
METRORail em Houston
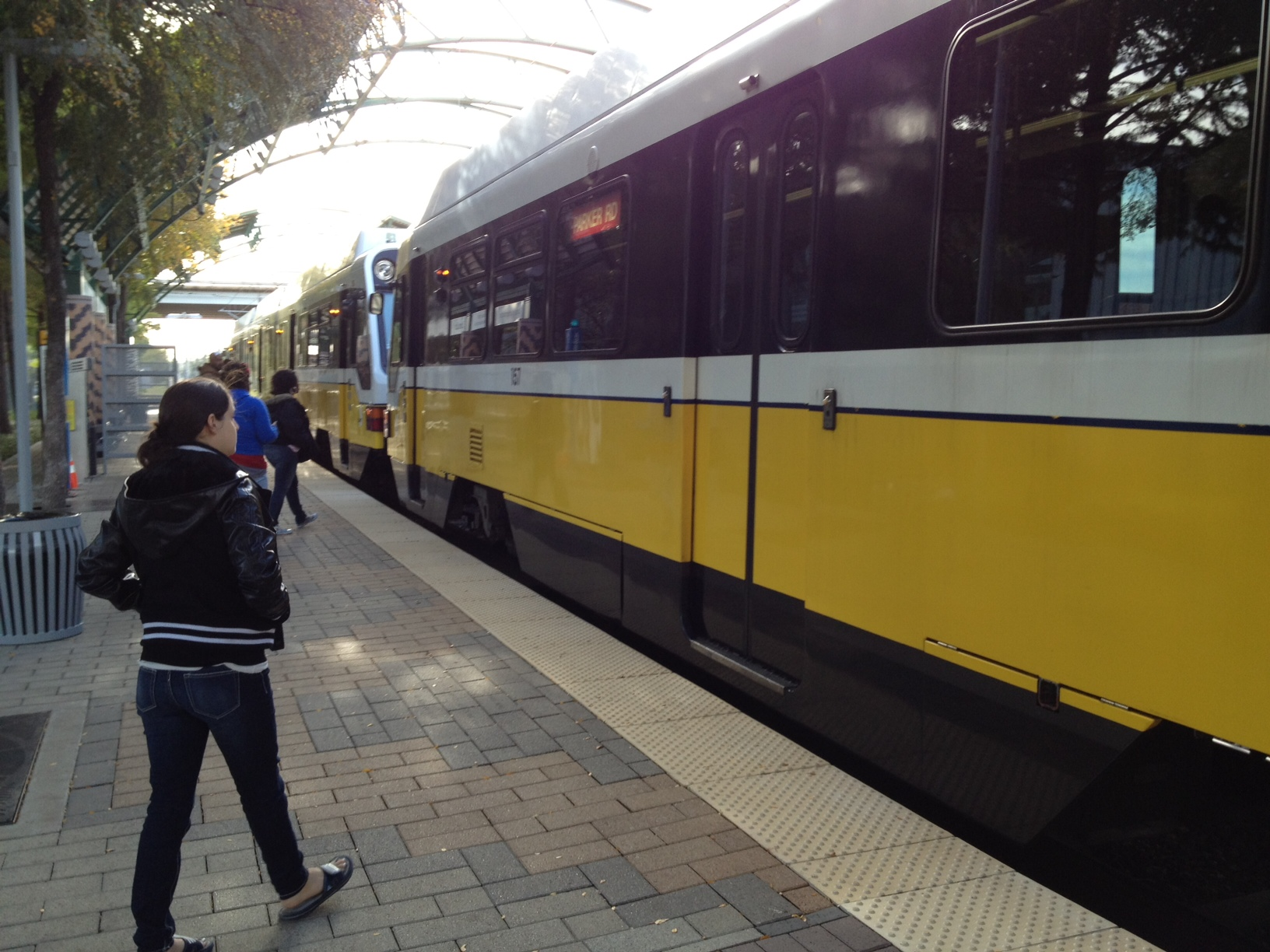
DART Rail em Dallas
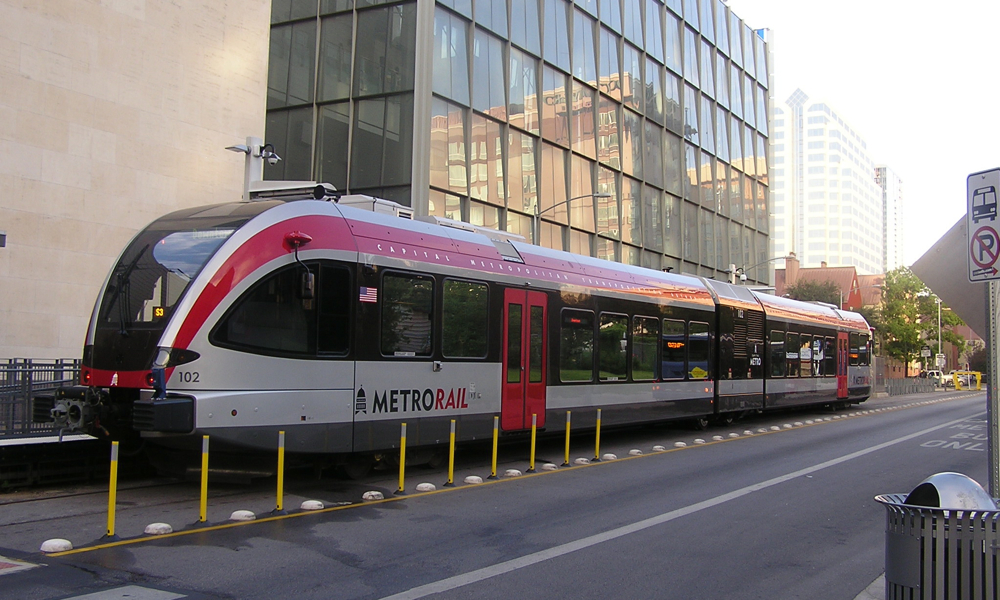
Capital MetroRail em Austin

## Esportes

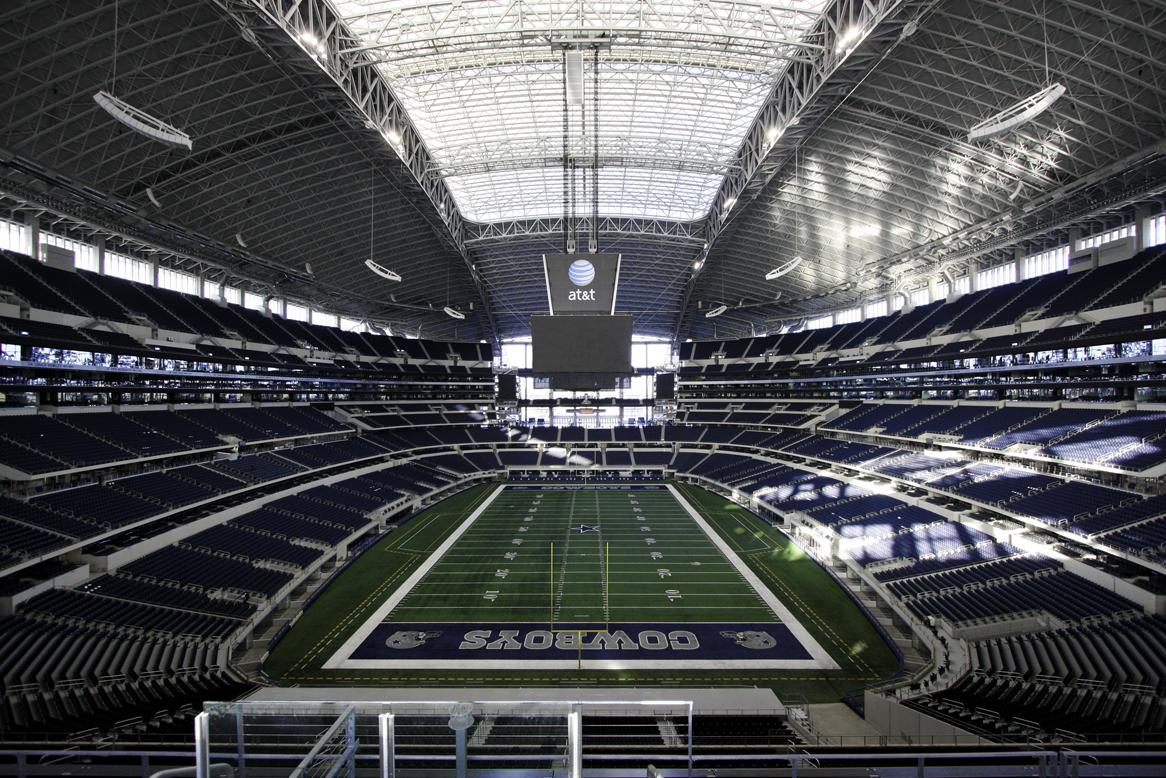
AT&T Stadium em Arlington, casa do Dallas Cowboys.

Dentro das "Quatro Grandes" ligas profissionais, o Texas possui duas equipes de futebol americano na NFL (o Dallas Cowboys e o Houston Texans), duas equipes de beisebol na MLB (o Houston Astros e o Texas Rangers), três equipes de basquetebol na NBA (o San Antonio Spurs, o Houston Rockets e o Dallas Mavericks) e uma equipe de hóquei no gelo na NHL (o Dallas Stars). O metroplex de Dallas-Fort Worth é uma das únicas doze áreas metropolitanas americanas que hospedam equipes esportivas de todas as ligas profissionais das "Quatro Grandes", o Texas também tem uma equipe de basquetebol feminino da WNBA (Dallas Wings) e duas equipes de futebol da MLS (Houston Dynamo e FC Dallas).
O Texas também é considerado um dos polos do rodeio no país. O primeiro rodeio do mundo foi realizado em Pecos. O Houston Livestock Show and Rodeo é o maior rodeio do mundo. Começando com trilhas a cavalo de vários pontos do estado para se reunirem em Houston, já foi realizado no Astrodome, atualmente é realizado no NRG Stadium, é o principal evento da cidade. O Southwestern Exposition and Livestock Show é o mais antigo rodeio que incorpora muitas das tradições mais históricas do estado em seus eventos anuais. Dallas organiza a Feira Estadual do Texas a cada ano em Fair Park.
No automobilismo o Texas Motor Speedway em Fort Worth é o principal circuito oval do estado, hospeda corridas da NASCAR e da IndyCar Series, foi construído em substituição ao Texas World Speeway. O Circuito das Américas em Austin é o principal autódromo com circuito misto do estado, recebe corridas da Fórmula 1 e da MotoGP.

### Outras fontes
- «United States Census Bureau» (em inglês)
- «Website oficial do Texas» (em inglês)
- «United States Department of Education» (em inglês)
- «United States Department of Commerce» (em inglês)
- «National Oceanic and Atmospheric Administration» (em inglês)
- Campbell, Randolph B (2003). Gone to Texas : A History of the Lone Star State. [S.l.]: Oxford University Press. ISBN 0-19-513842-2
- Texas A & M University (1999). Texas Almanac 2000-2001. [S.l.]: Dallas Morning News. ISBN 0-914511-28-9